# Eiken (hout)

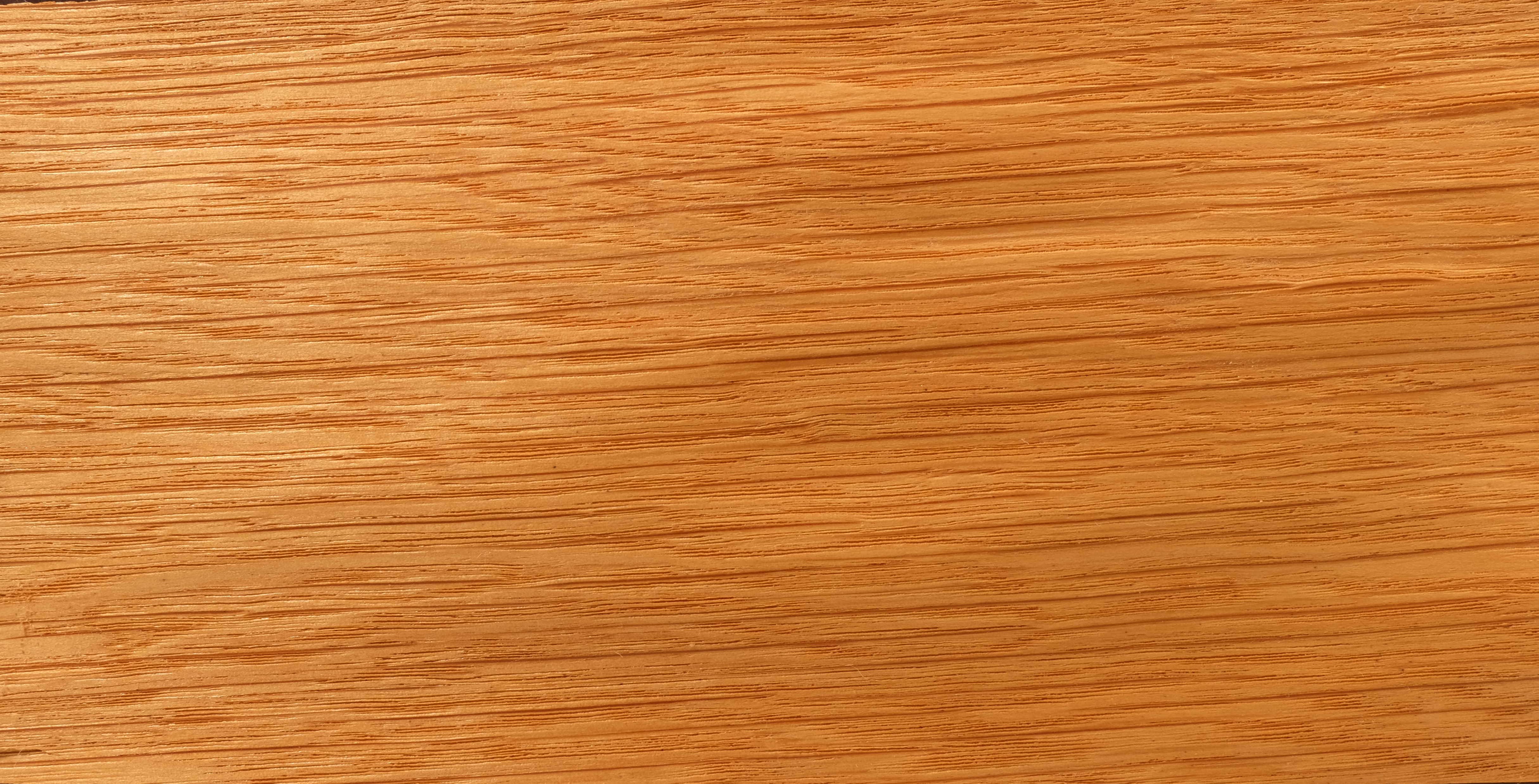
Hout van de wintereik

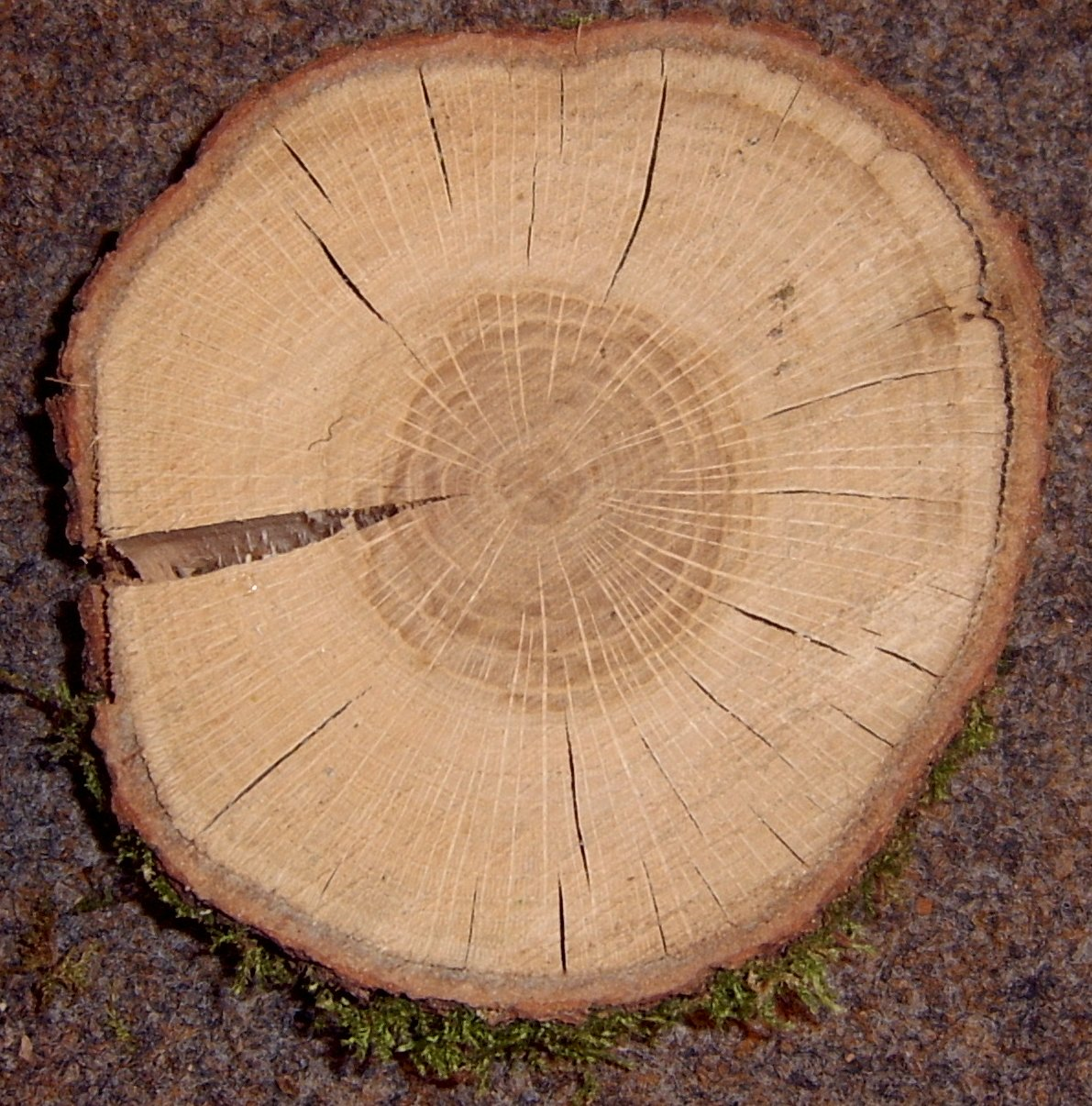
Schijf uit jonge eik. Toont droogscheuren, spinthout (licht), kernhout (donker), en houtstralen (de radiale strepen die vooral zichtbaar zijn in het kernhout)

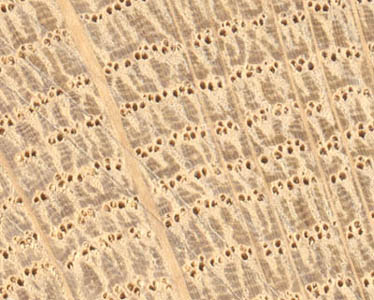
Dwarsdoorsnede eikenhout (kernhout) onder een microscoop

Eiken (of eikenhout) is een van de bekendste houtsoorten. In het algemeen is eiken sterk en hard, maar toch redelijk gemakkelijk te bewerken en af te werken. Het is ook decoratief, vooral wanneer het kwartiers gezaagd is en de zogeheten spiegels toont. Omdat het ringporig is, kan ook het dosse vlak toch wel decoratief zijn, door een vlamtekening.

## Gids
Er is groot verschil tussen het ene eikenhout en het andere. Tot de bekendste handelsgroepen horen:
- Europees eiken: dit is het traditionele eikenhout dat in Europa gebruikt wordt.
- Amerikaans wit eiken is lichter van kleur.
- Amerikaans rood eiken is rozer van kleur, zachter, grover van nerf.
- Japans eiken, fijne spiegel, licht van kleur.

Europees eiken wordt geleverd door Quercus robur en Quercus petraea; het Europees eiken vormt samen met het Amerikaans wit eiken het zogenaamde wit eiken, dat wordt geleverd door een groep verwante soorten, die tegenwoordig Quercus sect. Quercus heet. Ook het Amerikaans rood eiken (inclusief het 'inlands Amerikaans eiken') wordt geleverd door een groep onderling verwante soorten (zie rood eiken). Het Japans eiken komt van Quercus mongolica. Al het eiken wordt geleverd door het geslacht Quercus, maar in het Engels wordt de naam oak ook wel gebruikt voor houtsoorten die in enig opzicht aan eiken doen denken.
Van de andere kant is het niet zo dat al het hout dat afkomstig is van een soort uit het geslacht eik daarmee ook eiken is. Een bekende uitzondering is de steeneik. Deze levert heel ander, zeer hard en zwaar hout dat azijnhout genoemd wordt. Het gaat dan om altijdgroene eiken; in Amerika is de bekende altijdgroene soort Quercus virginiana die ook zwaar en zeer sterk hout levert.
Houtsoorten die wel iets op eiken lijken zijn andere ringporige houtsoorten, zoals vooral kastanje, maar ook essen en iepen. Deze missen echter de mooie 'spiegel' die zo karakteristiek is voor eiken.

## Europees eiken
Europees eiken wordt geleverd door de zomer- (Quercus robur) en de wintereik (Quercus petraea). Het kernhout is geelbruin tot donkerbruin van kleur. Het is relatief makkelijk te bewerken, variërend met de volumieke massa. Dit is het traditionele eikenhout, waarvan onder andere de klassieke eiken meubelen en beelden gemaakt zijn. Balken van Europees eiken werden vanwege sterkte en duurzaamheid al in de middeleeuwen toegepast in kapconstructies van kerken en gebinten van boerderijen. Ook deuren, parket, kozijnen en trappen werden vaak van eikenhout gemaakt. 
Vroeger werden ook schepen en sluisdeuren van eikenhout gemaakt. Onder water dient het echter wel beschermd en geconserveerd te worden (paalwerk en jachtbouw). Door de schaarste (en prijs) wordt eiken meer en meer vervangen door andere soorten, onder andere meer bestendige houtsoorten als Azobé of Afzelia. 
Binnen Europa zijn diverse kwaliteiten te onderkennen, men maakt onderscheid in Spessart-eiken, recht van draad en fijnjarig, Frans eiken, harder en donkerder van kleur en het prachtige maar zeldzame Slavonisch eiken, grote lengtes als regel zonder noesten of kwasten. Het in Nederland gegroeide hout wordt verhandeld als inlands eiken. In de hoogtijdagen van houten schepen werd veel eiken in Nederland geimporteerd uit de Baltische streken.
Europees eiken is voor allerlei doelen geschikt. Voor decoratieve toepassingen als deuren, parket en meubels is kwartiers hout aan te raden. Het wordt niet alleen massief toegepast, maar voor meubelwerk eventueel in de vorm van fineer.
Een relatief laagwaardige toepassing is in dwarsliggers voor het spoor; in deze vorm wordt eiken ook in tuinen gebruikt, om niveauverschillen te scheppen.
'Donker eiken' is veelal geen aparte houtsoort maar ontstaat veelal door een behandeling van Europees eiken (traditioneel met ammonia, maar het kan ook met andere basische stoffen), het zogenaamde 'logen', een chemische reactie met het in het hout aanwezige looizuur. Dat looizuur leidt er ook toe dat het hout blauw verkleurt waar het in contact komt met ijzer en lichtbruin bij contact met koper of messing.

### Dendrochronologie
Europees eiken leent zich bijzonder goed voor leeftijdsbepaling door groeiring-analyse (dendrochronologie): voor eiken zijn reeksen van duizenden jaren gedocumenteerd voor verschillende groeigebieden in Europa.
Aangezien het in de middeleeuwen in Noord Europa gebruikelijk was om schilderijen veelal op eiken panelen te realiseren betekent dit dat zulke middeleeuwse schilderijen met dendrochronologie gedateerd kunnen worden. Hierbij blijft een mate van onzekerheid omdat er allicht een aantal groeiringen verwijderd kunnen zijn bij het vervaardigen van het paneel. 
Met andere houtsoorten is datering veelal niet mogelijk, hetzij omdat het hout daar niet geschikt voor is (meestal), hetzij omdat die tijdsreeksen (nog) niet zijn opgesteld.
Ook oude gebouwen kunnen gedateerd worden aan eiken balken; het is mogelijk een (relatief) niet-destructief monster uit een balk te nemen met een speciale boor.

### Eikenhouten vaten
Een traditionele toepassing van Europees eiken, en ander wit eiken, is die in vaten, waarvan tegenwoordig vooral die in wijnvaten overblijft. Rood eiken is daarvoor (in de regel) niet geschikt omdat het niet waterdicht is. 
Vaak worden vaten, niet alleen van wijn maar ook van andere dranken, later hergebruikt voor het rijpen van andere dranken, wat deze een karakteristieke smaak bezorgt. Voor whisky worden soms ook vaten hergebruikt, maar een andere benadering is om eikenhouten vaten aan de binnenkant te blakeren.

### Brandhout
Eiken is ook geschikt als brandstof, eventueel in de vorm van houtskool. In het verleden, voordat overgeschakeld werd op fossiele brandstoffen was dit belangrijker dan tegenwoordig. Vroeger kon bijvoorbeeld ijzer alleen gewonnen worden met behulp van houtskool.
Ook werd eiken wel verbrand voor de winning van "houtas".

### Belasting
Onder restauratoren gaat het verhaal dat in de Napoleontische tijd kerkbanken van eiken geschilderd werden om te ontkomen aan een belasting op eiken kerkbanken. Het is niet aannemelijk dat er ooit zo'n belasting geweest is.

## Afbeeldingen

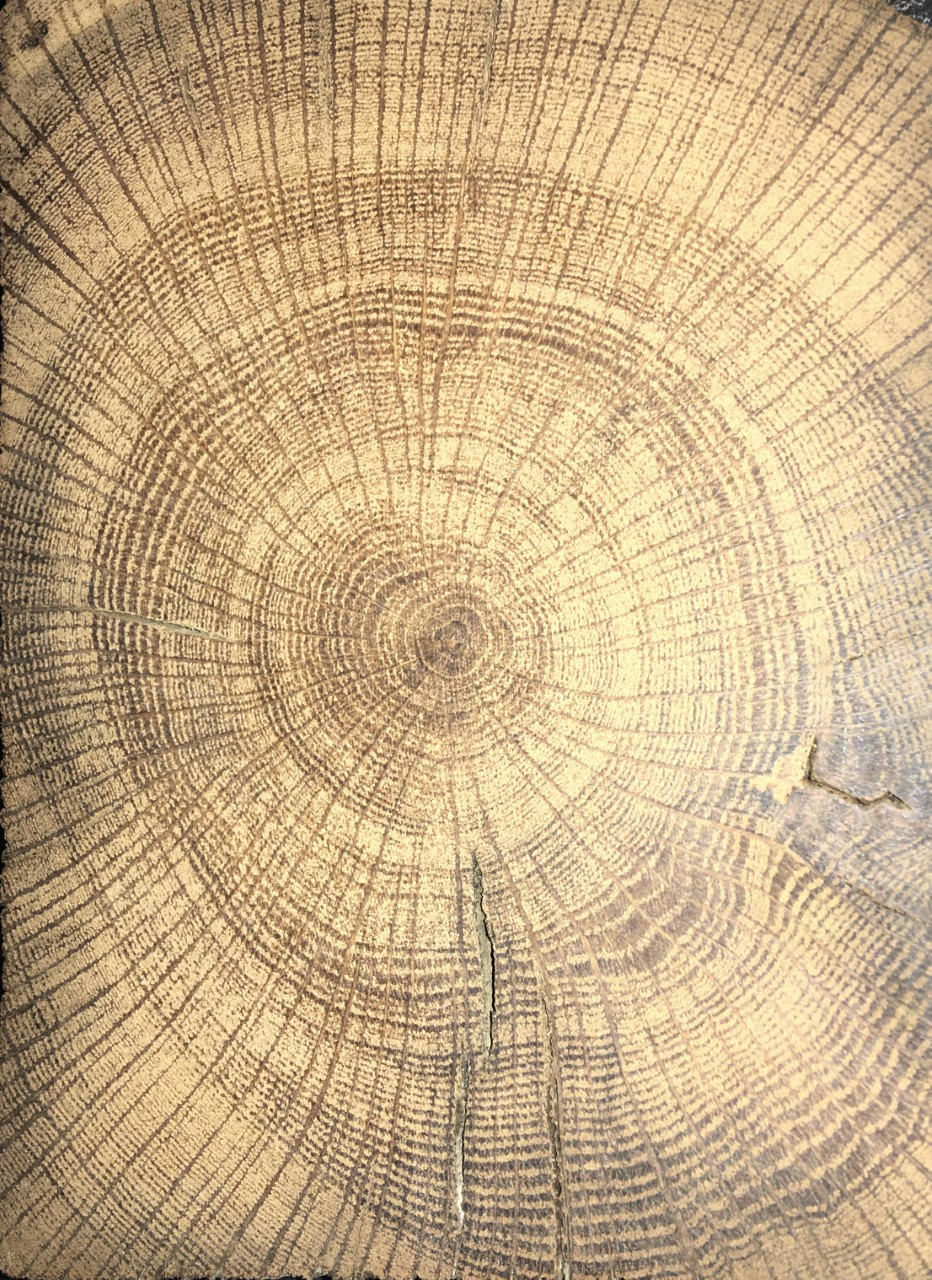
Doorsnee stam zomereik
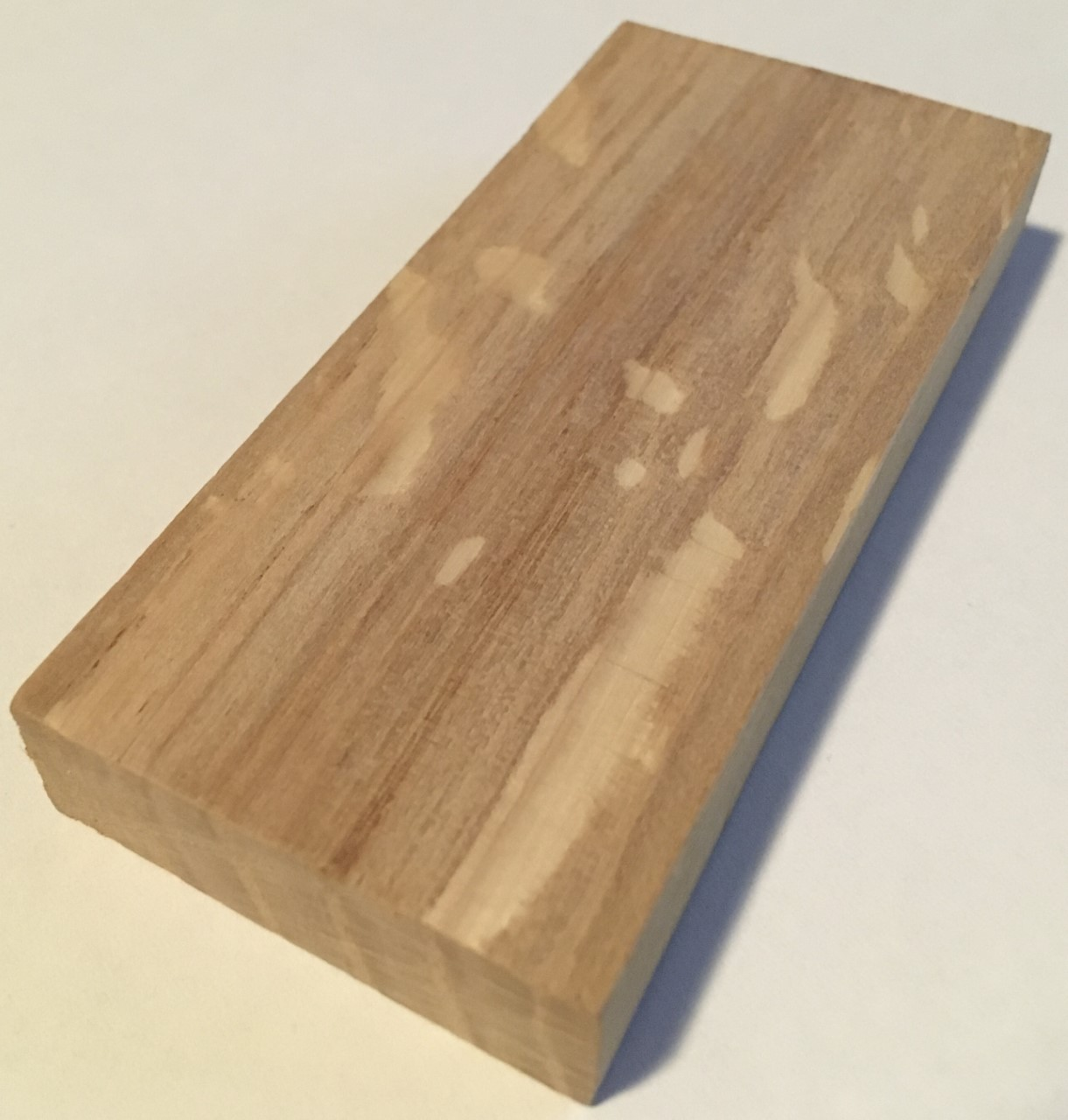
Spiegels
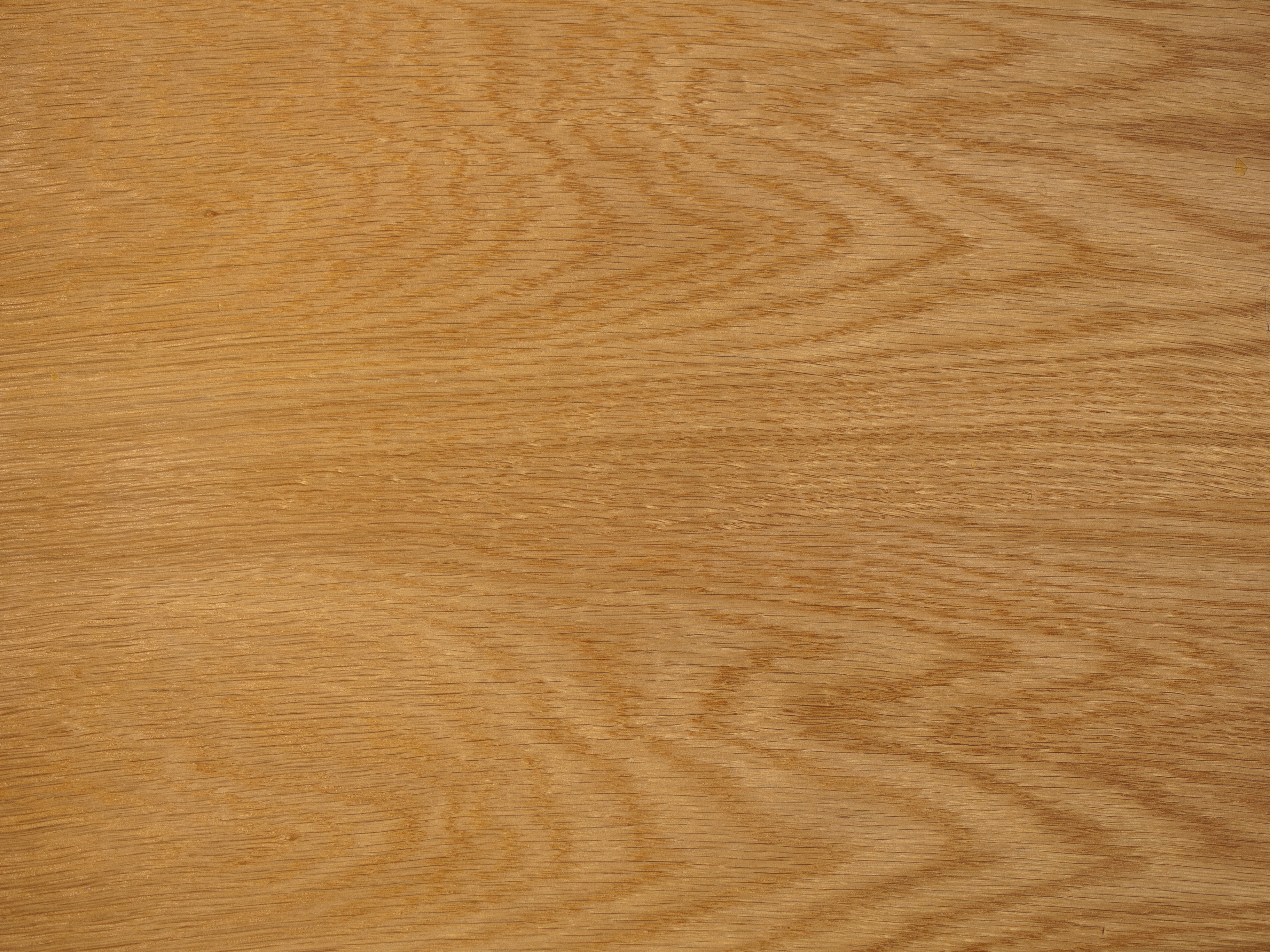
Dosse vlakken
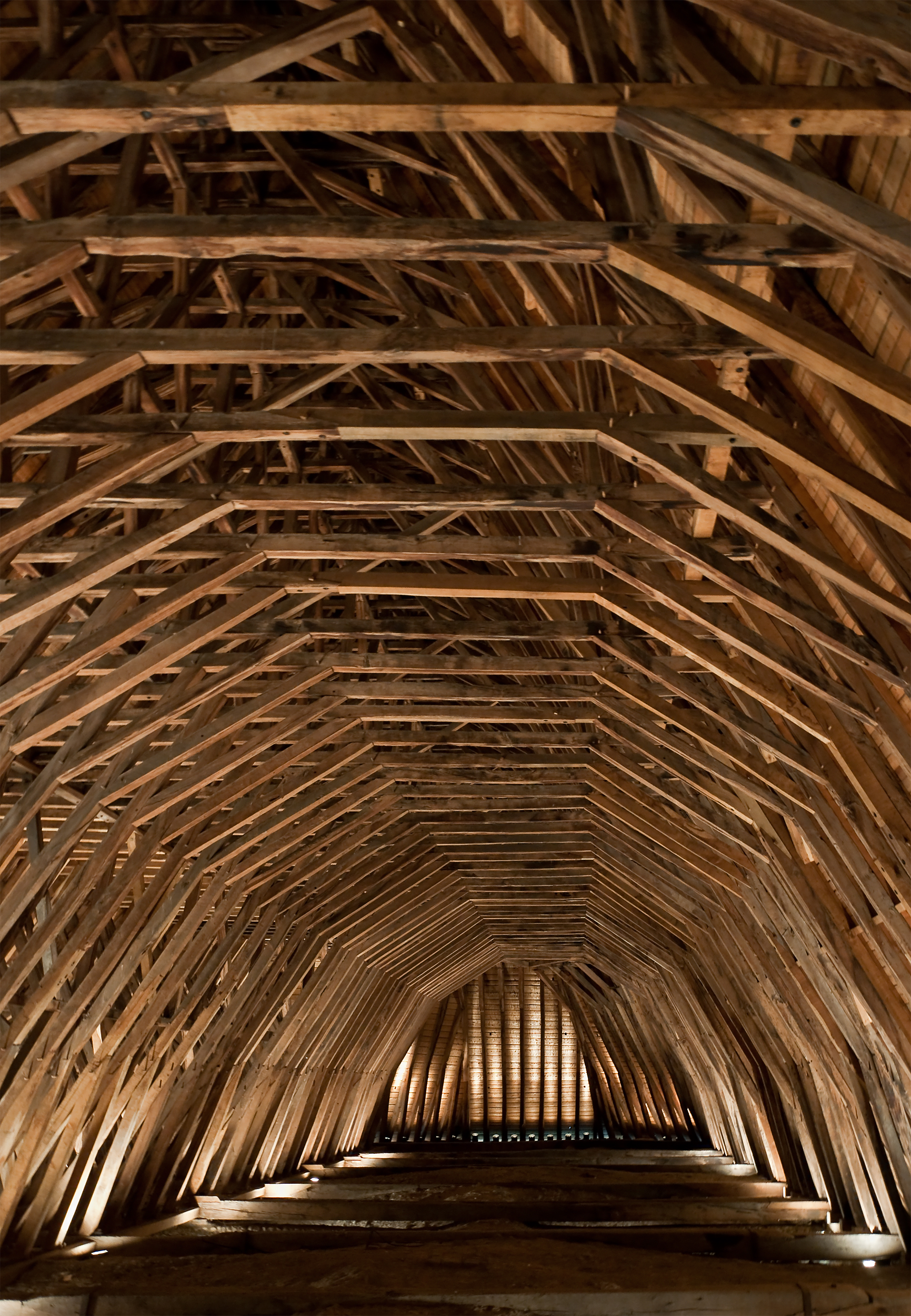
Dakconstructie
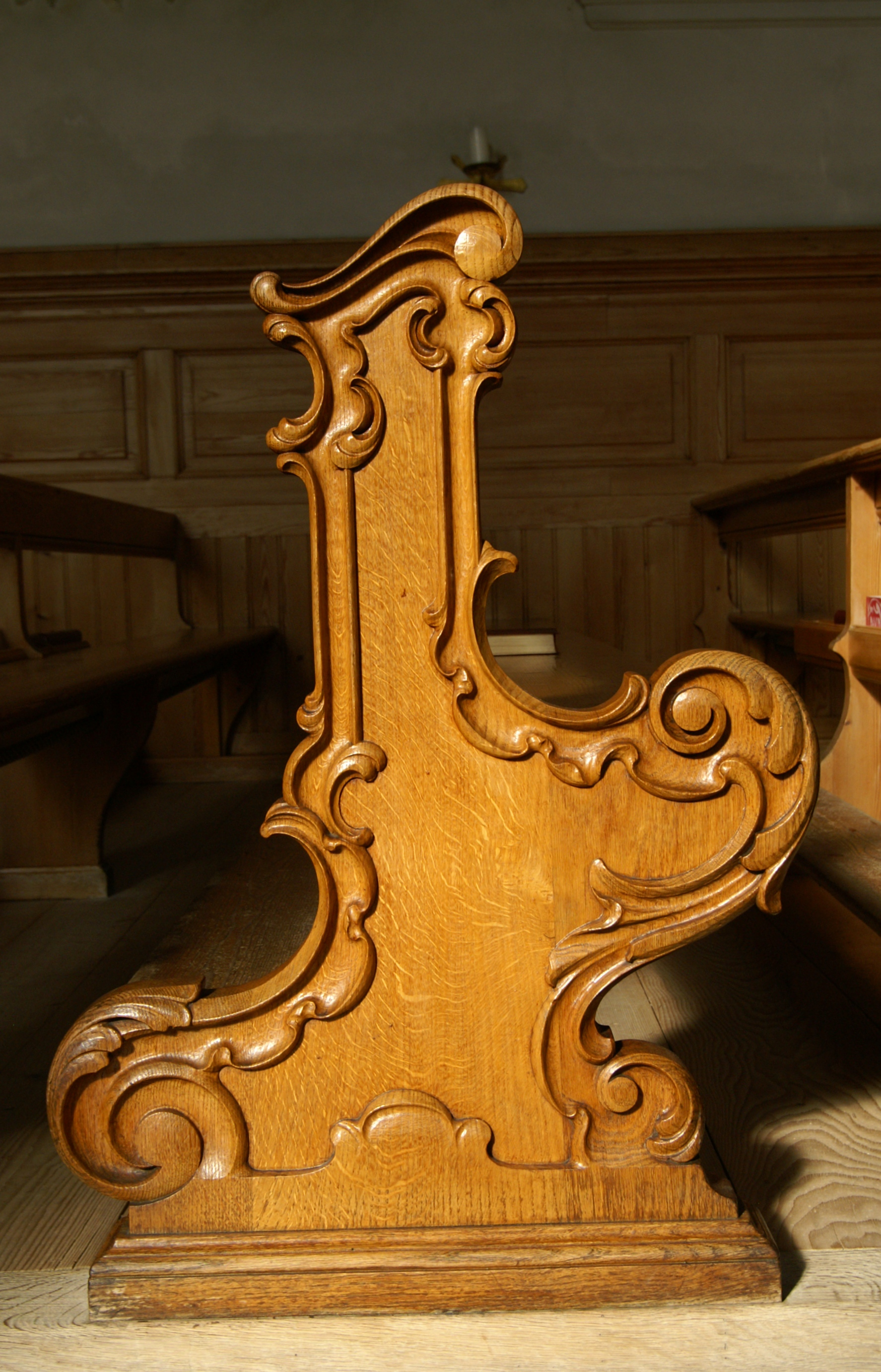
Kerkbank
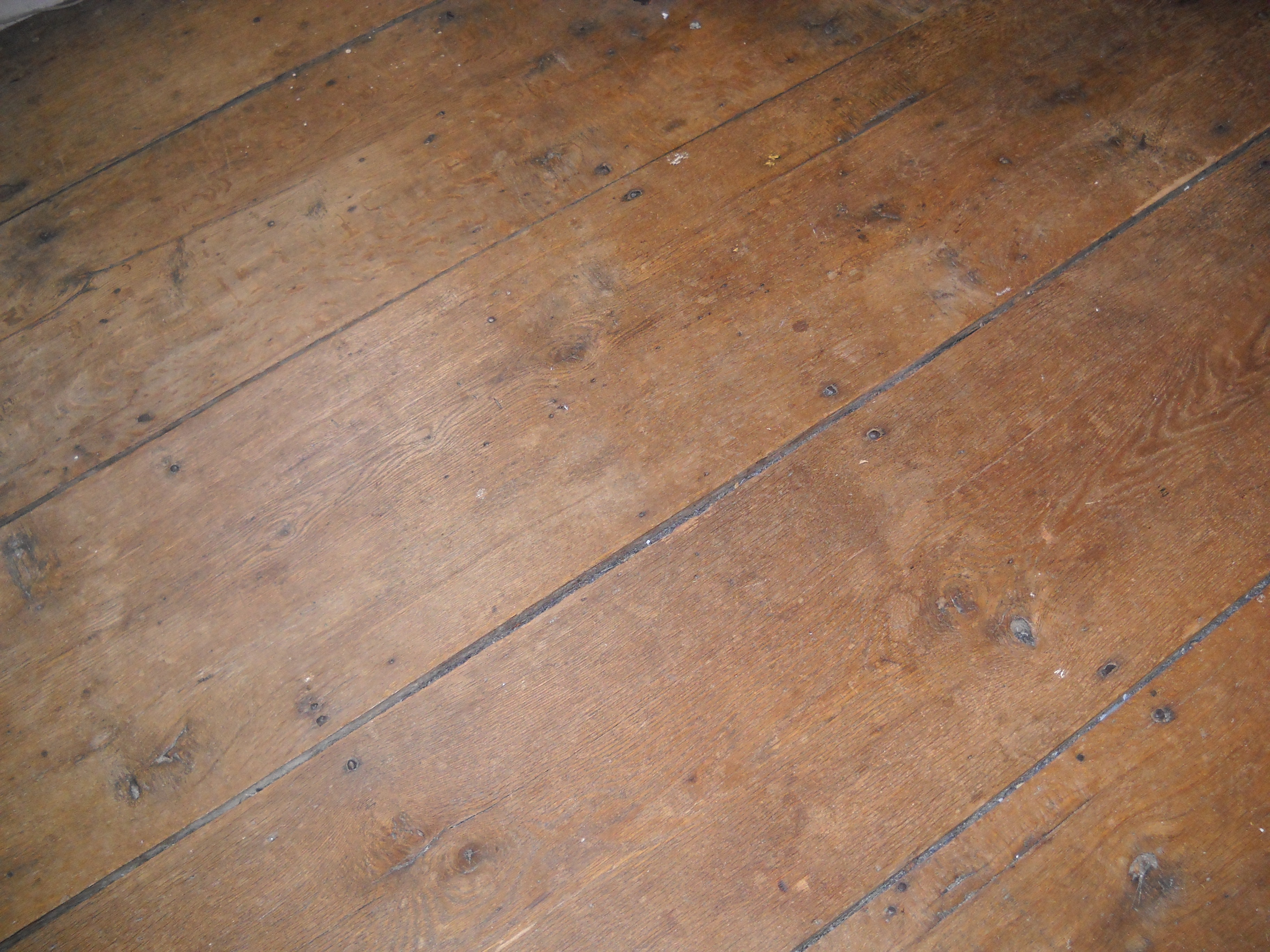
Vloer, circa 1670
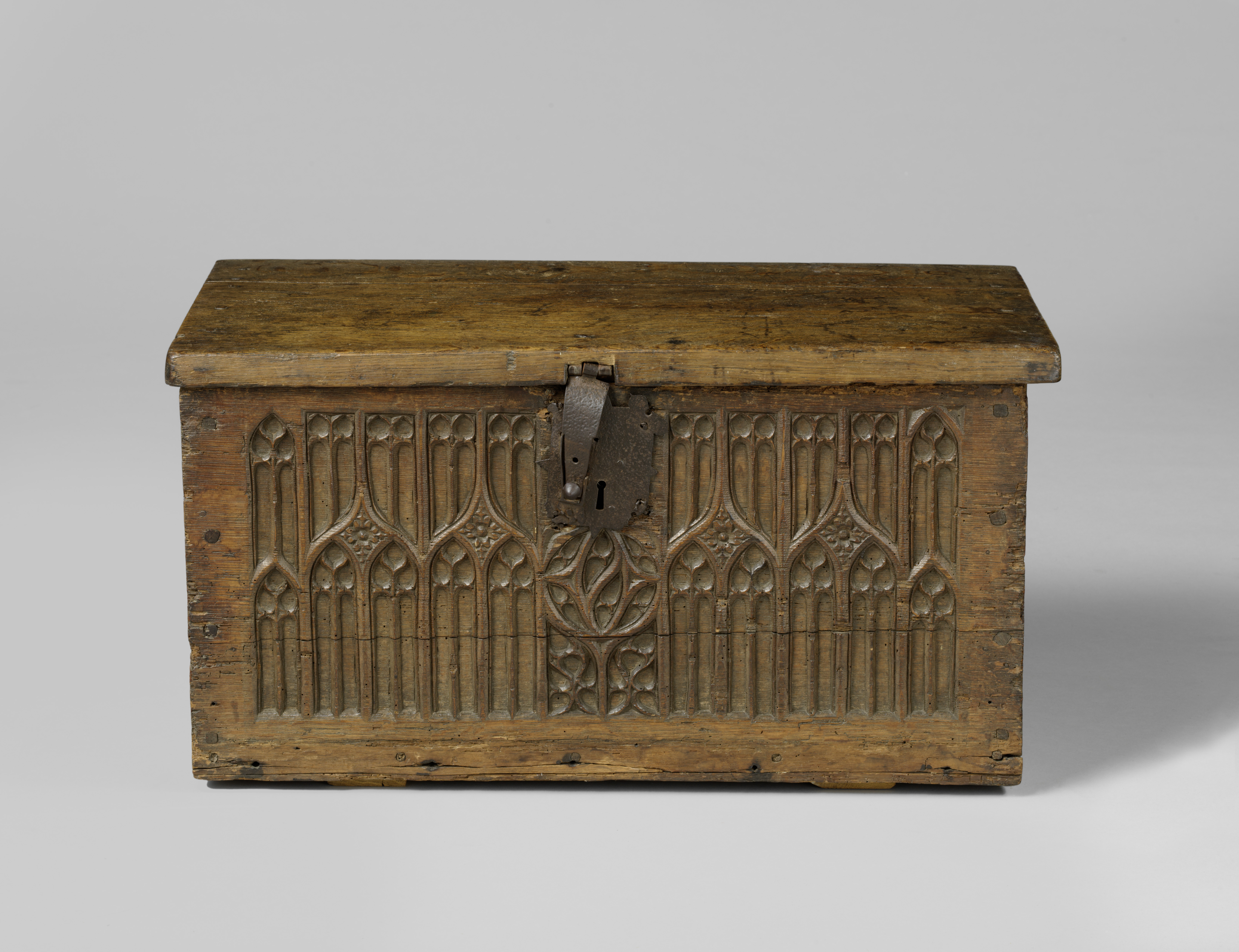
Circa 1500
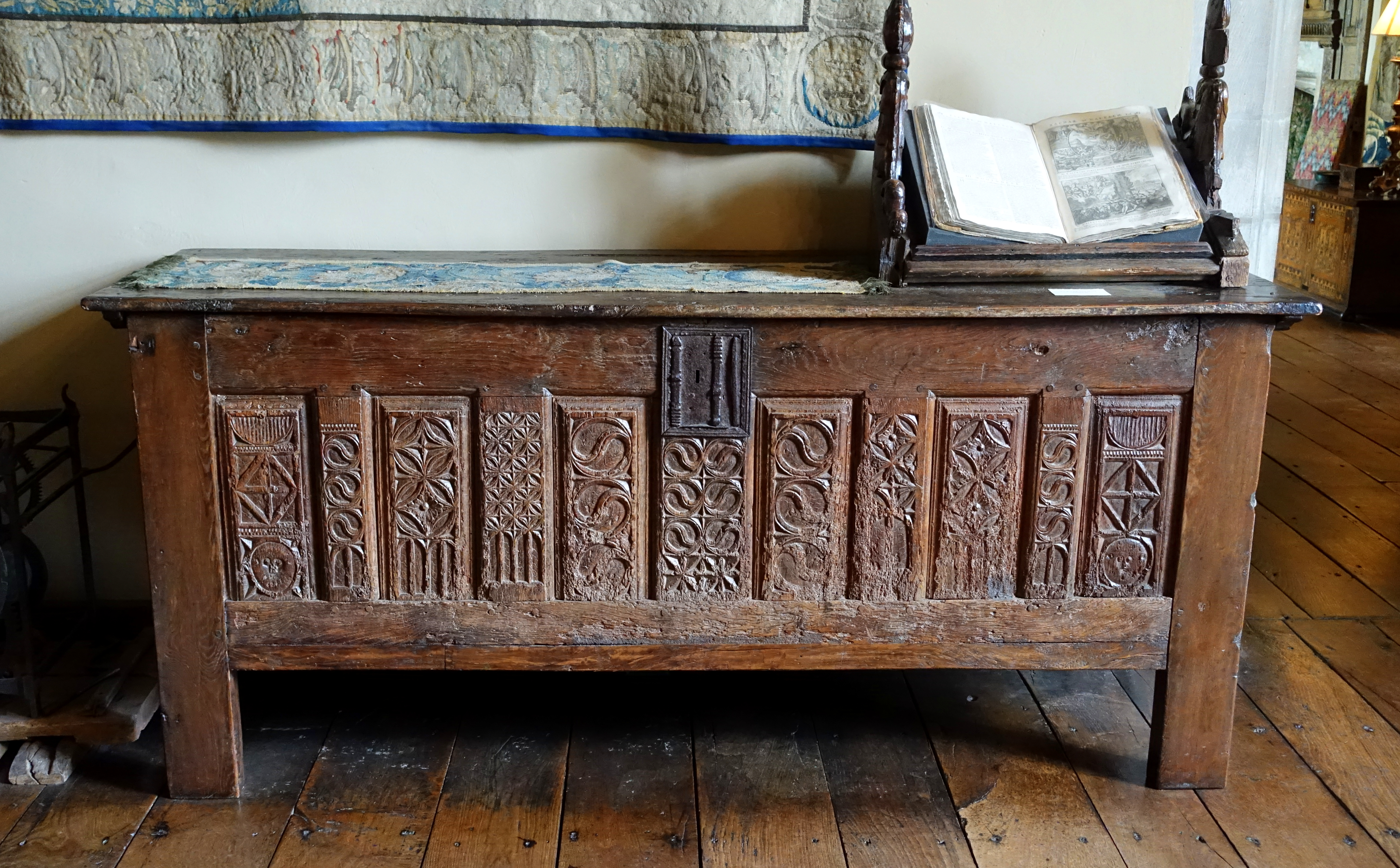
1500-1530
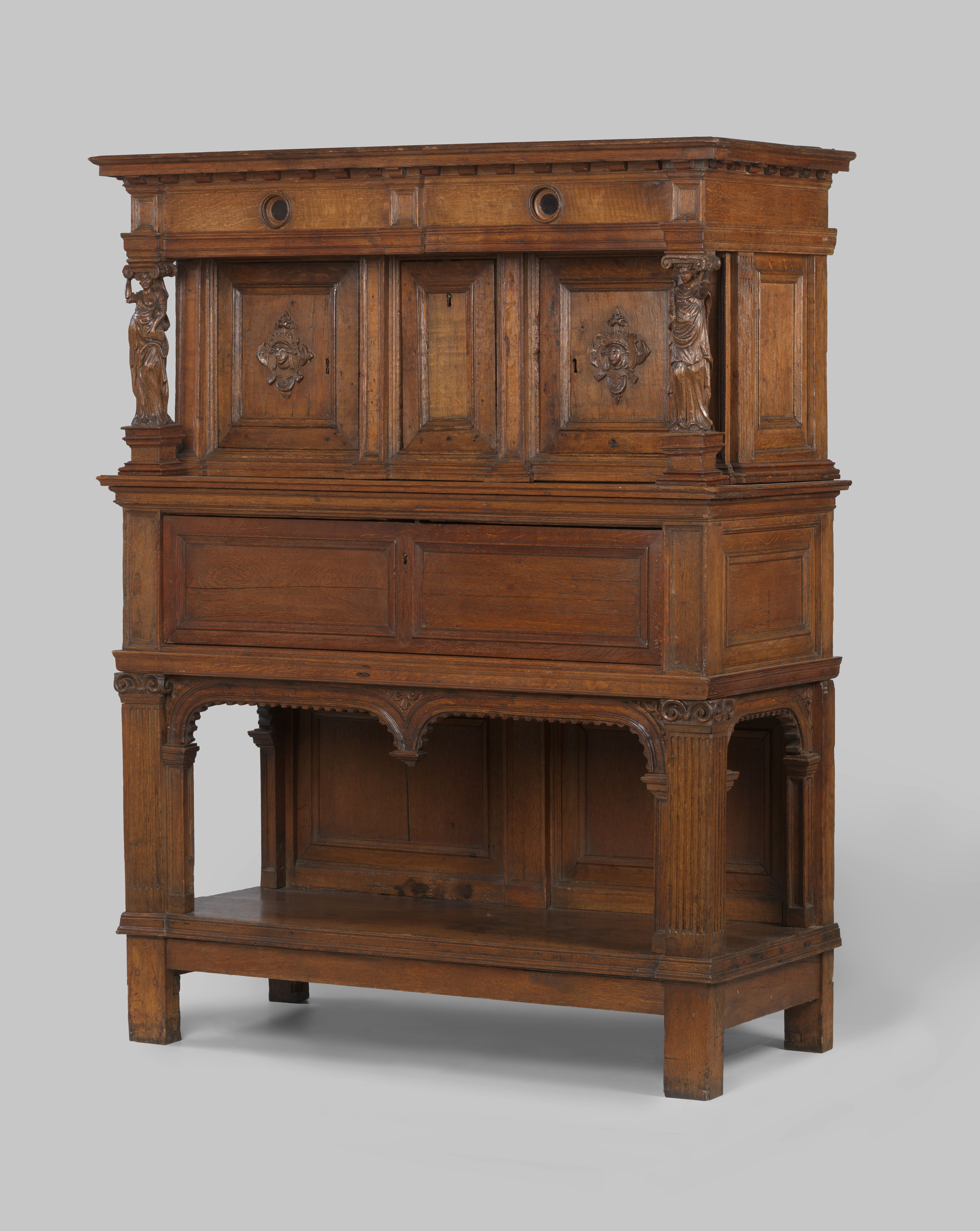
1585
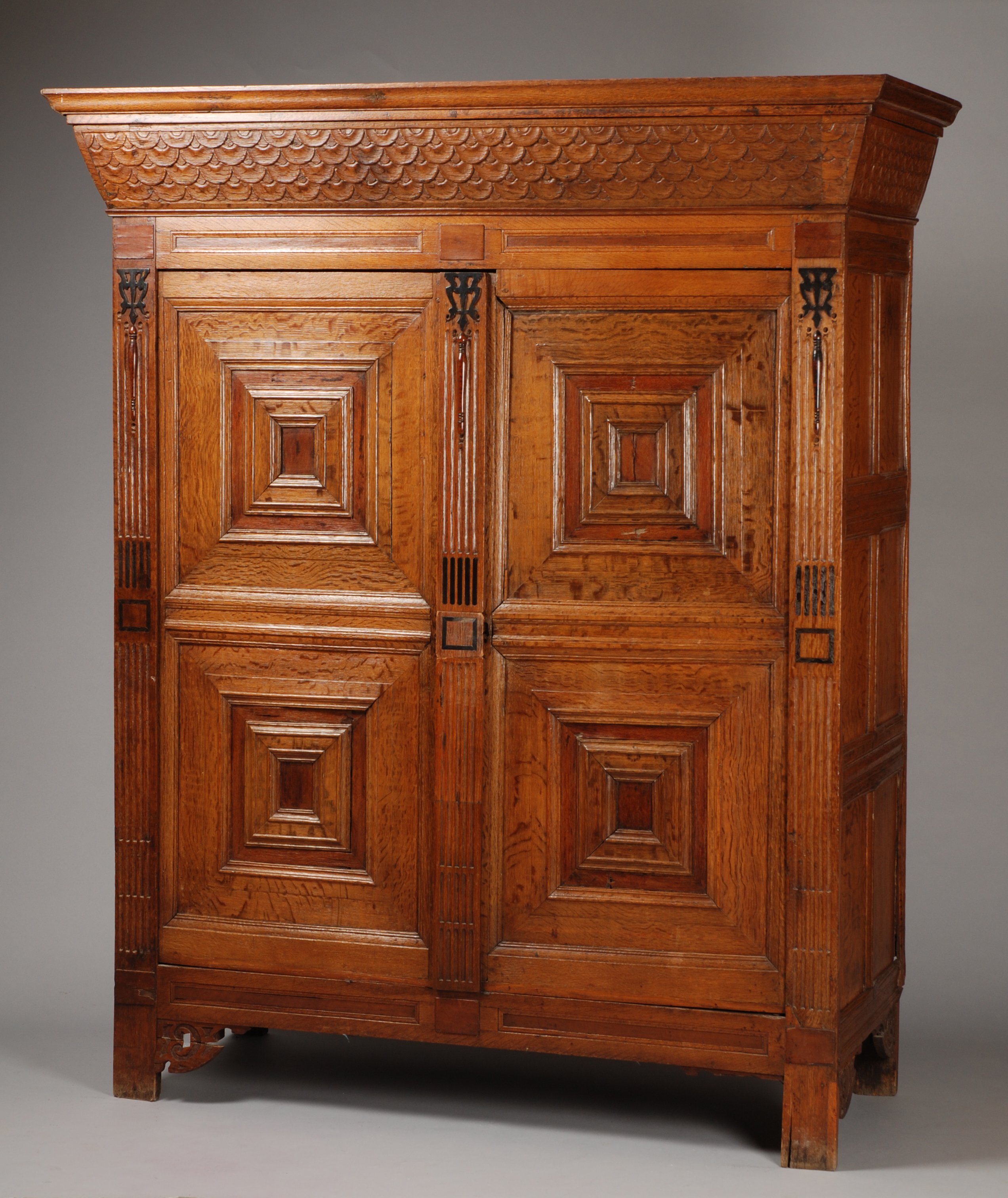
1580-1640
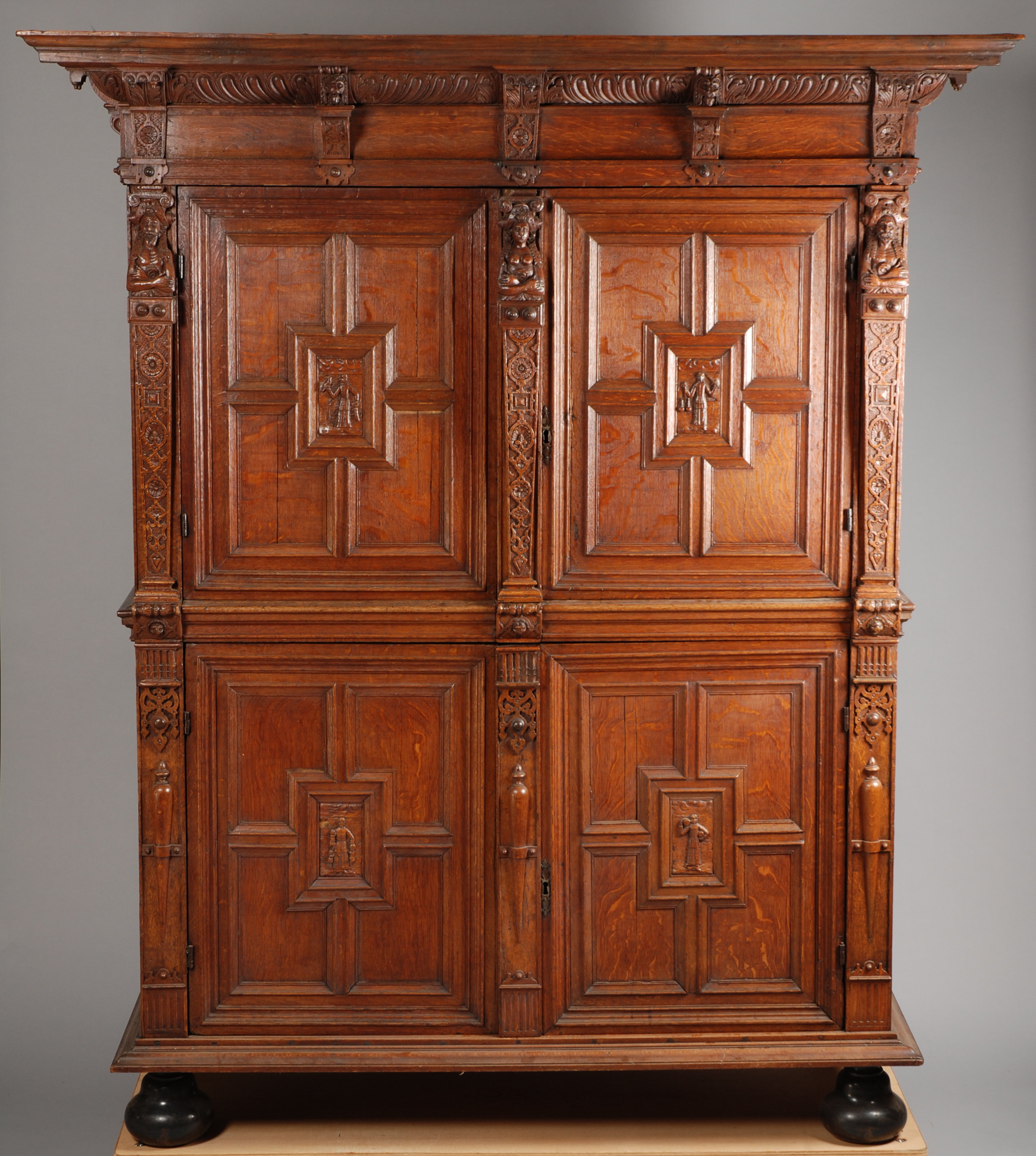
1600-1630
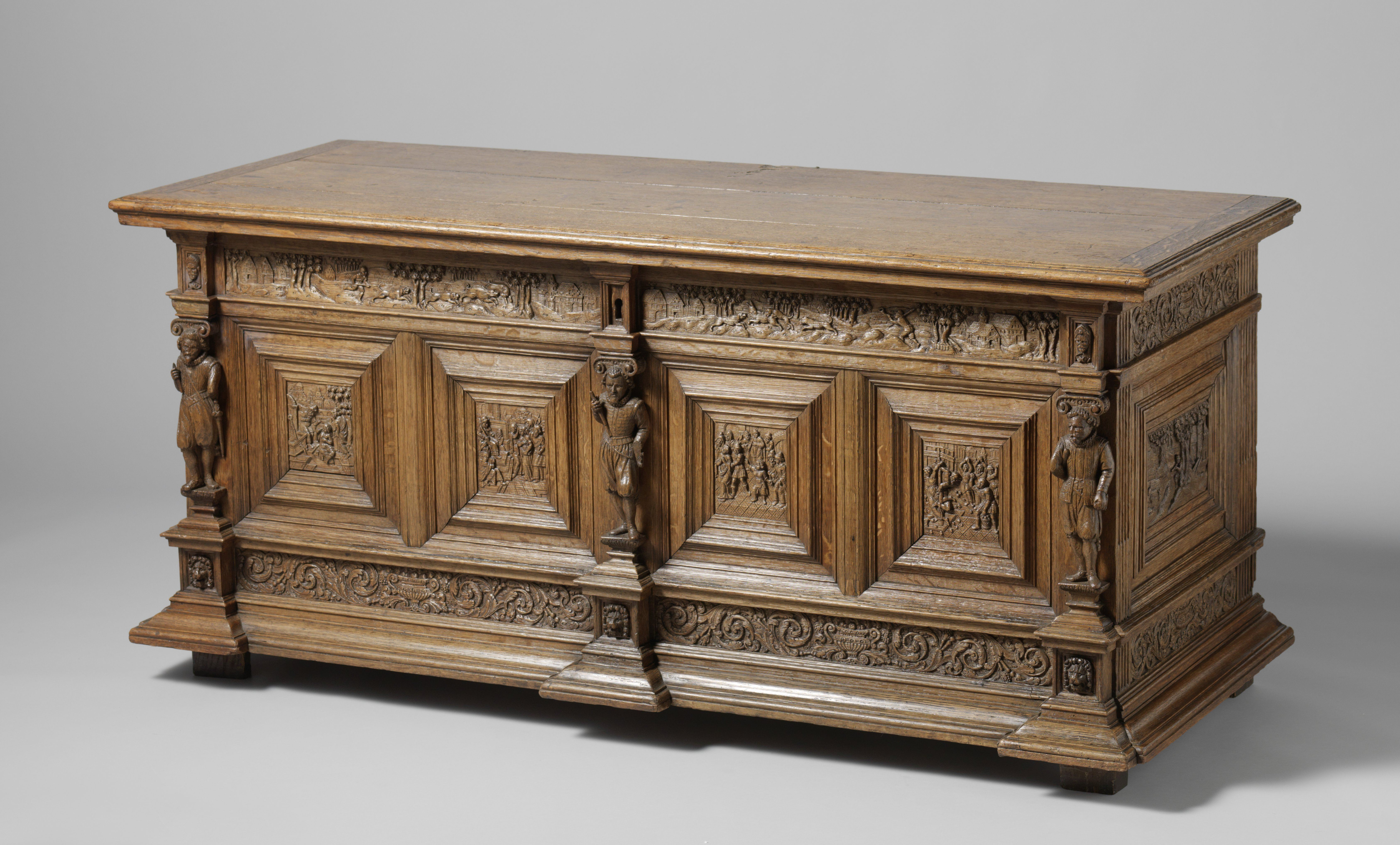
Circa 1625-1650
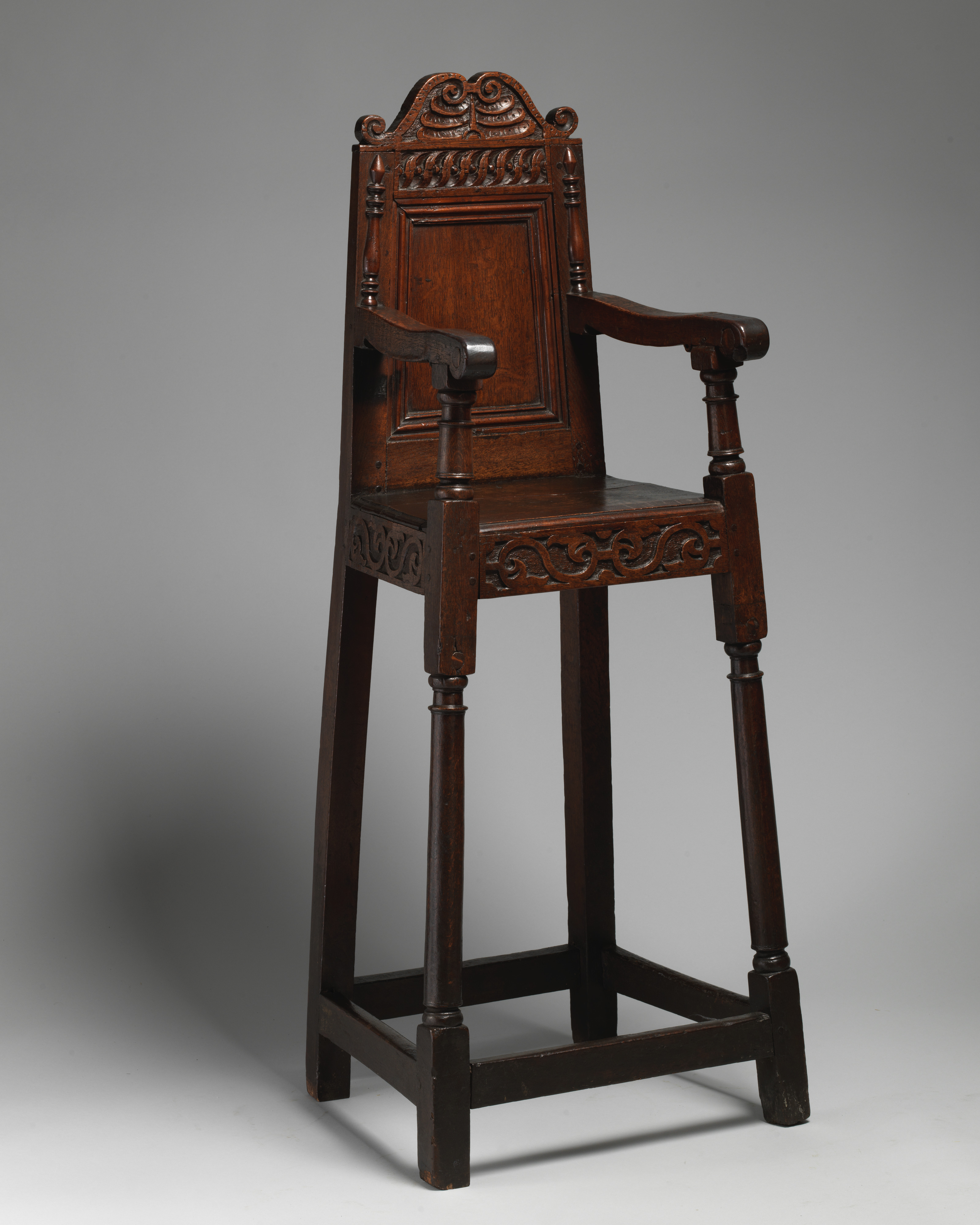
1650
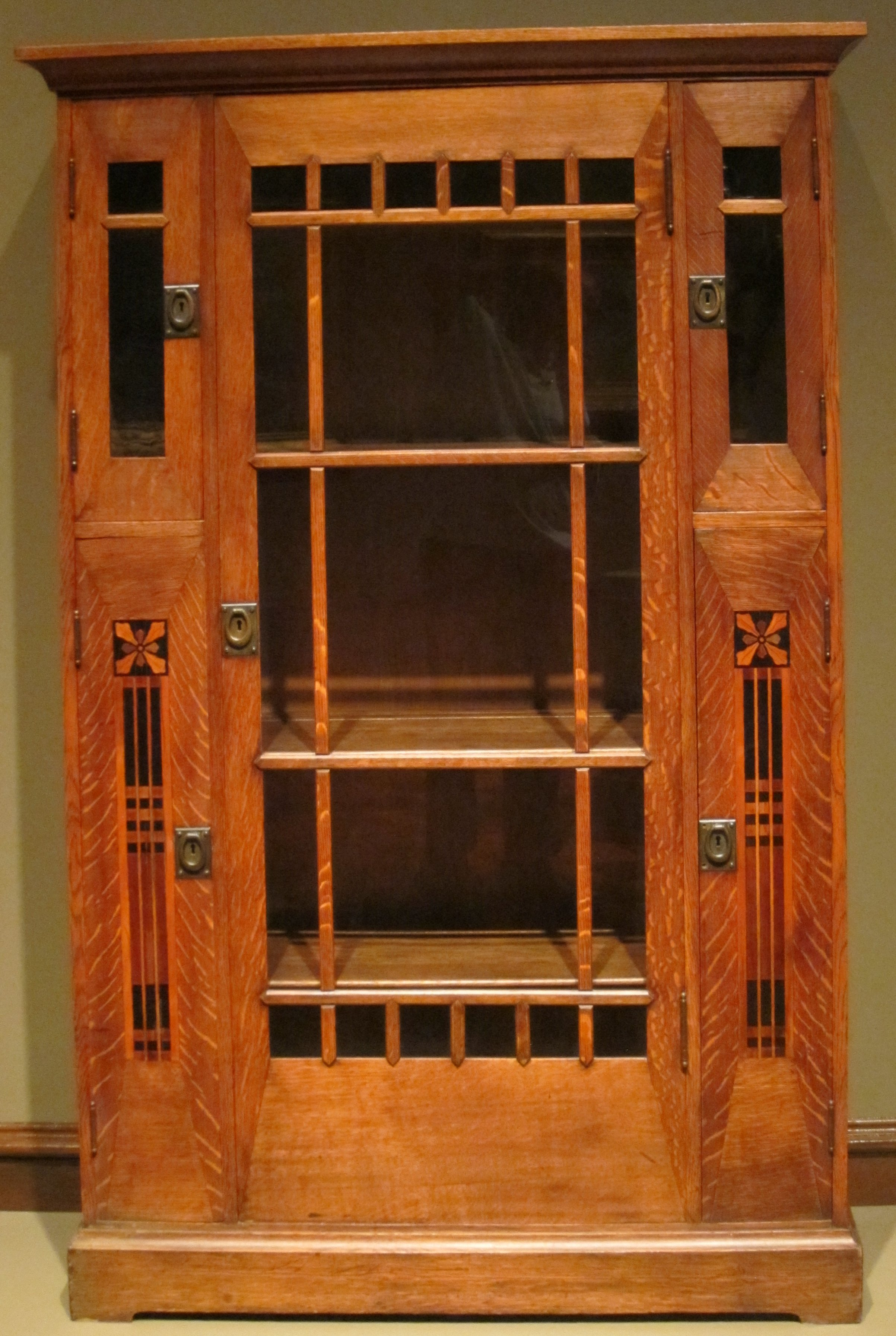
1906
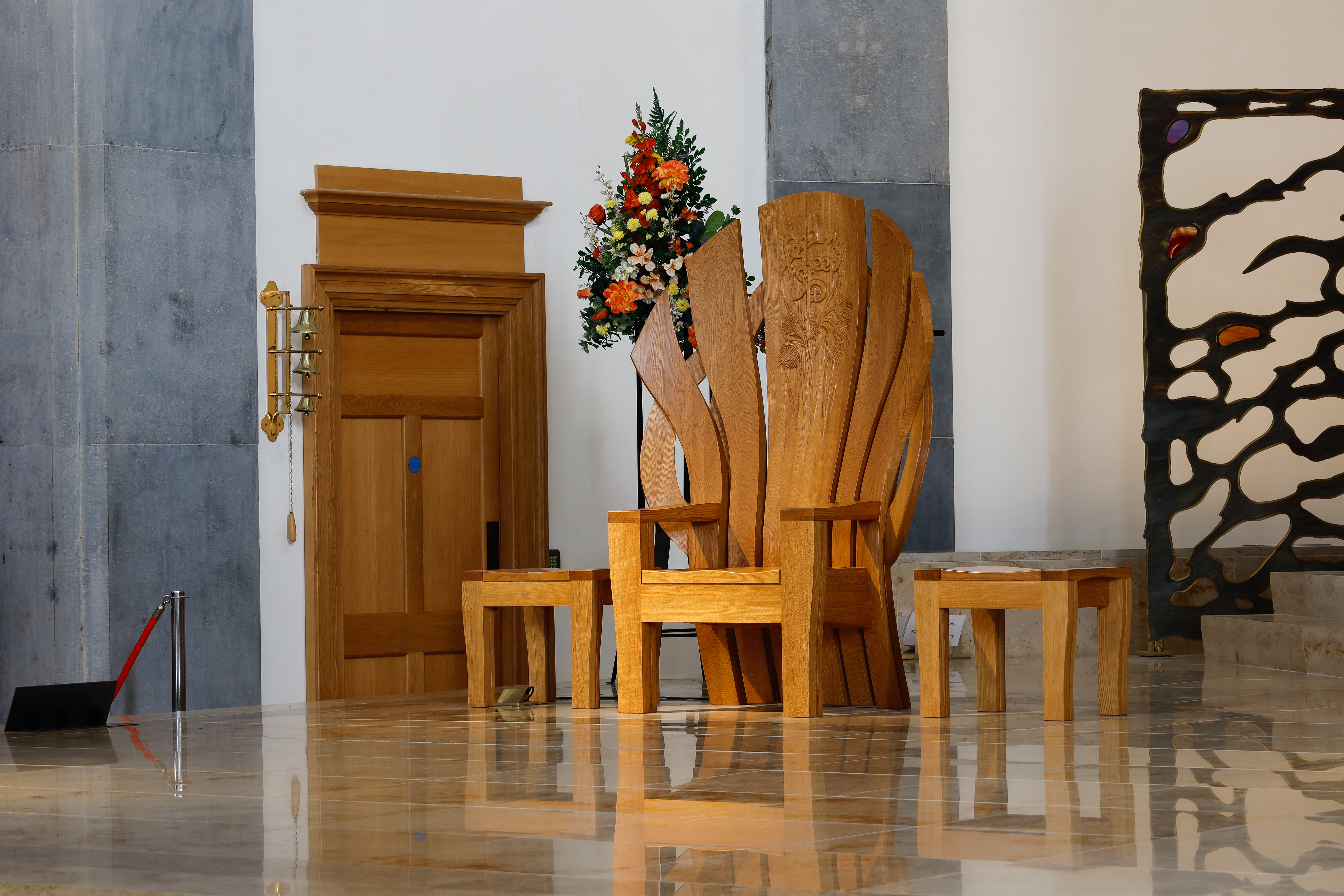
Hedendaags
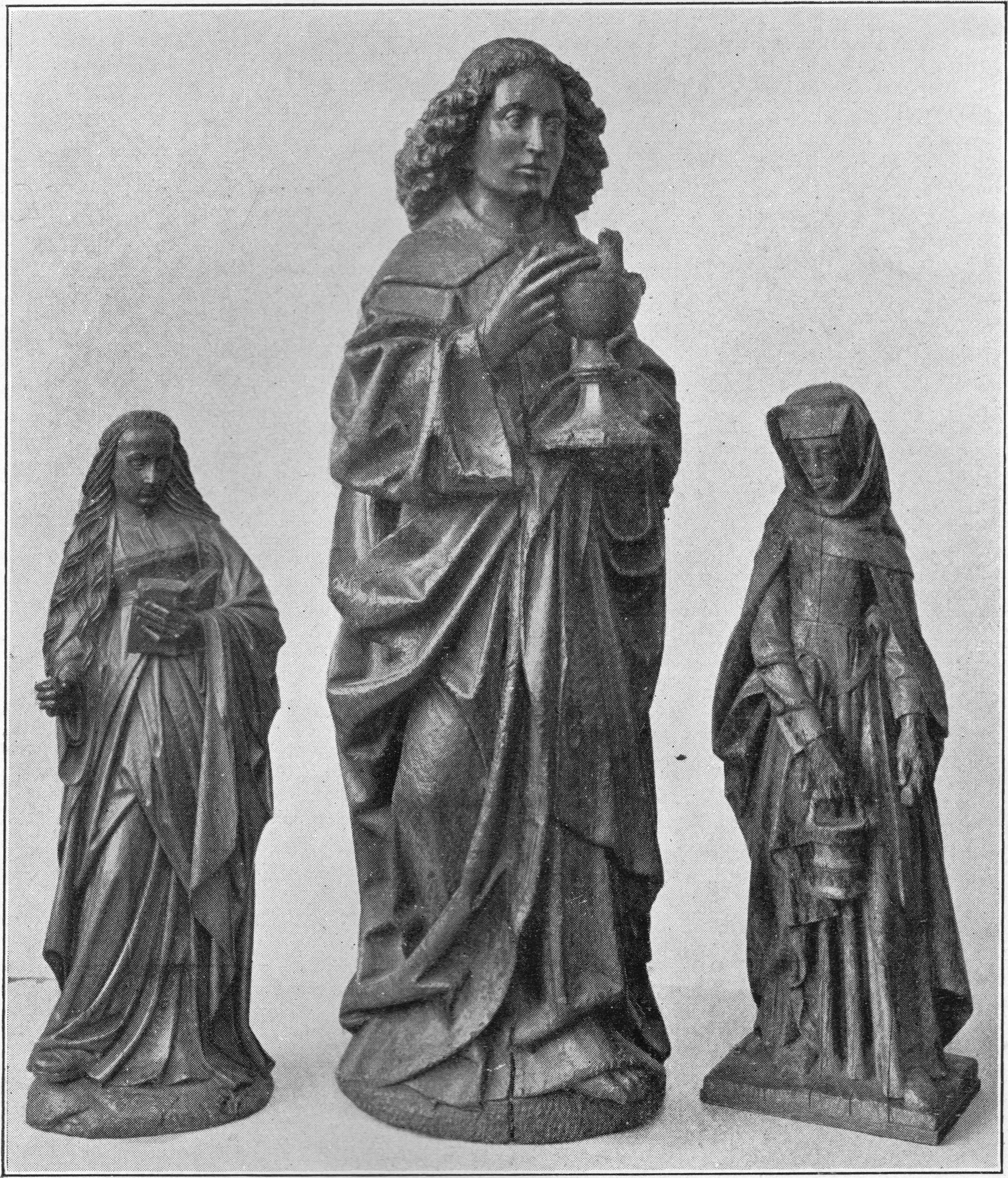
Resp. 1345, 1344, 1362
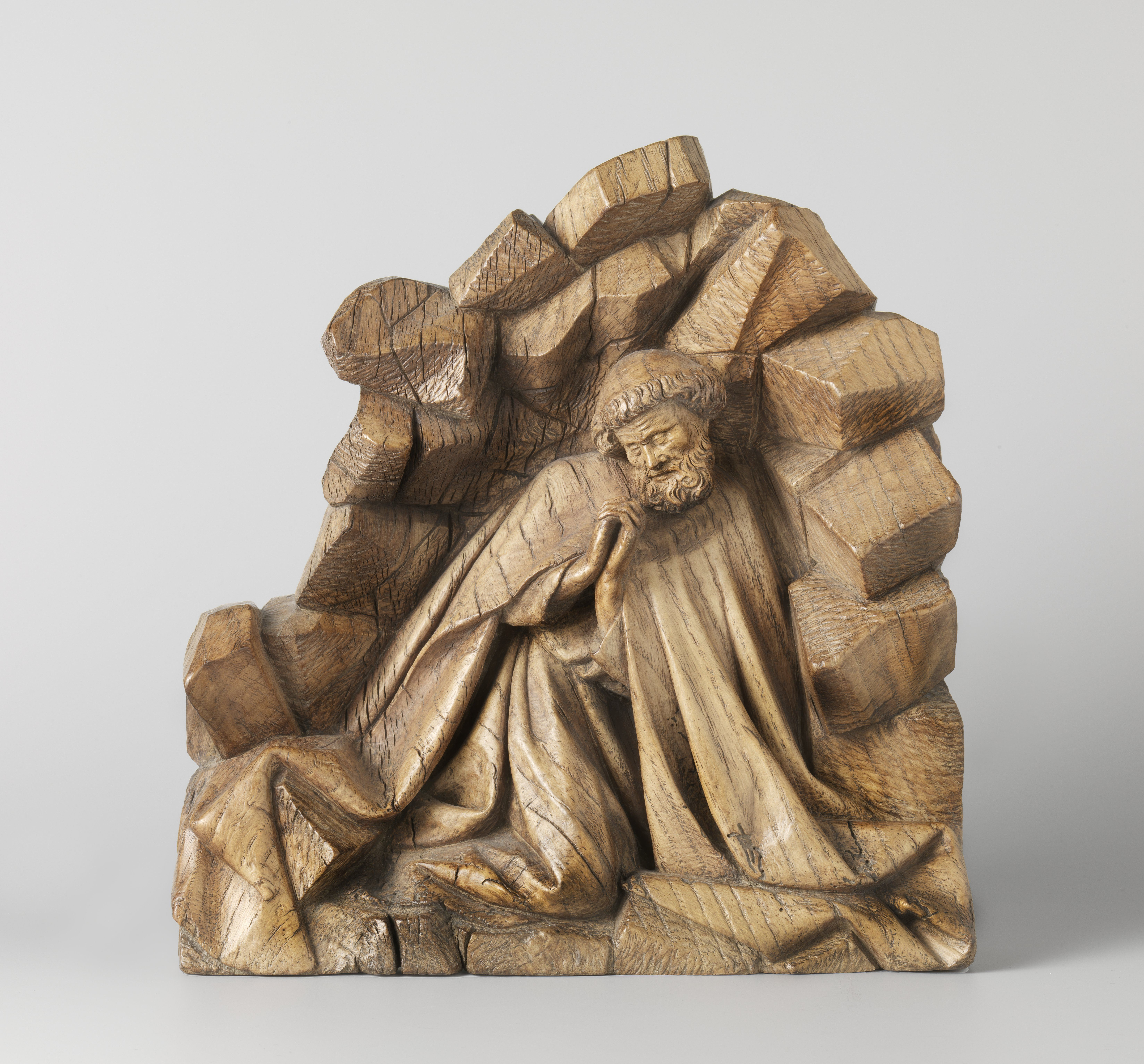
Circa 1425
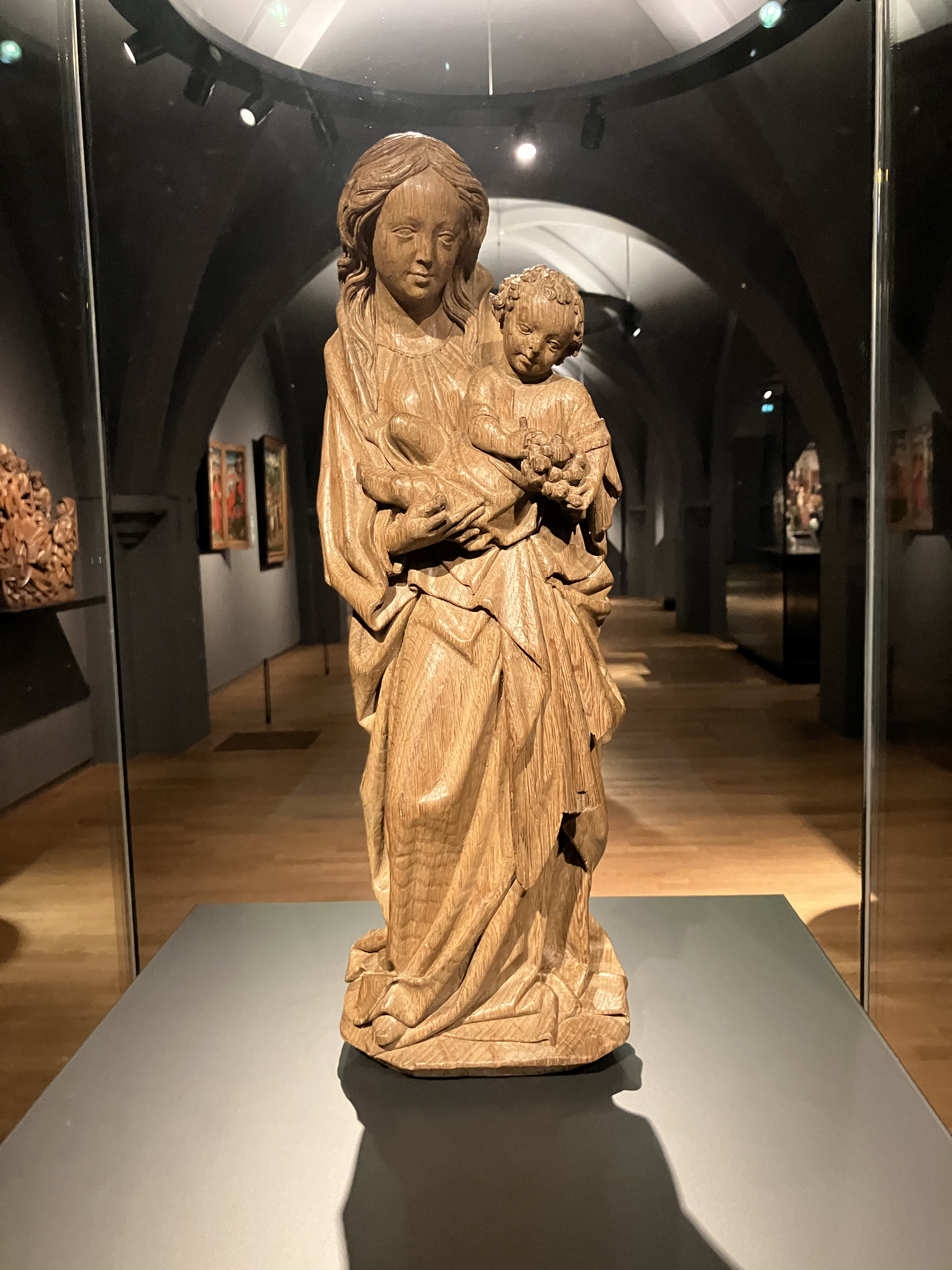
Circa 1470-1480
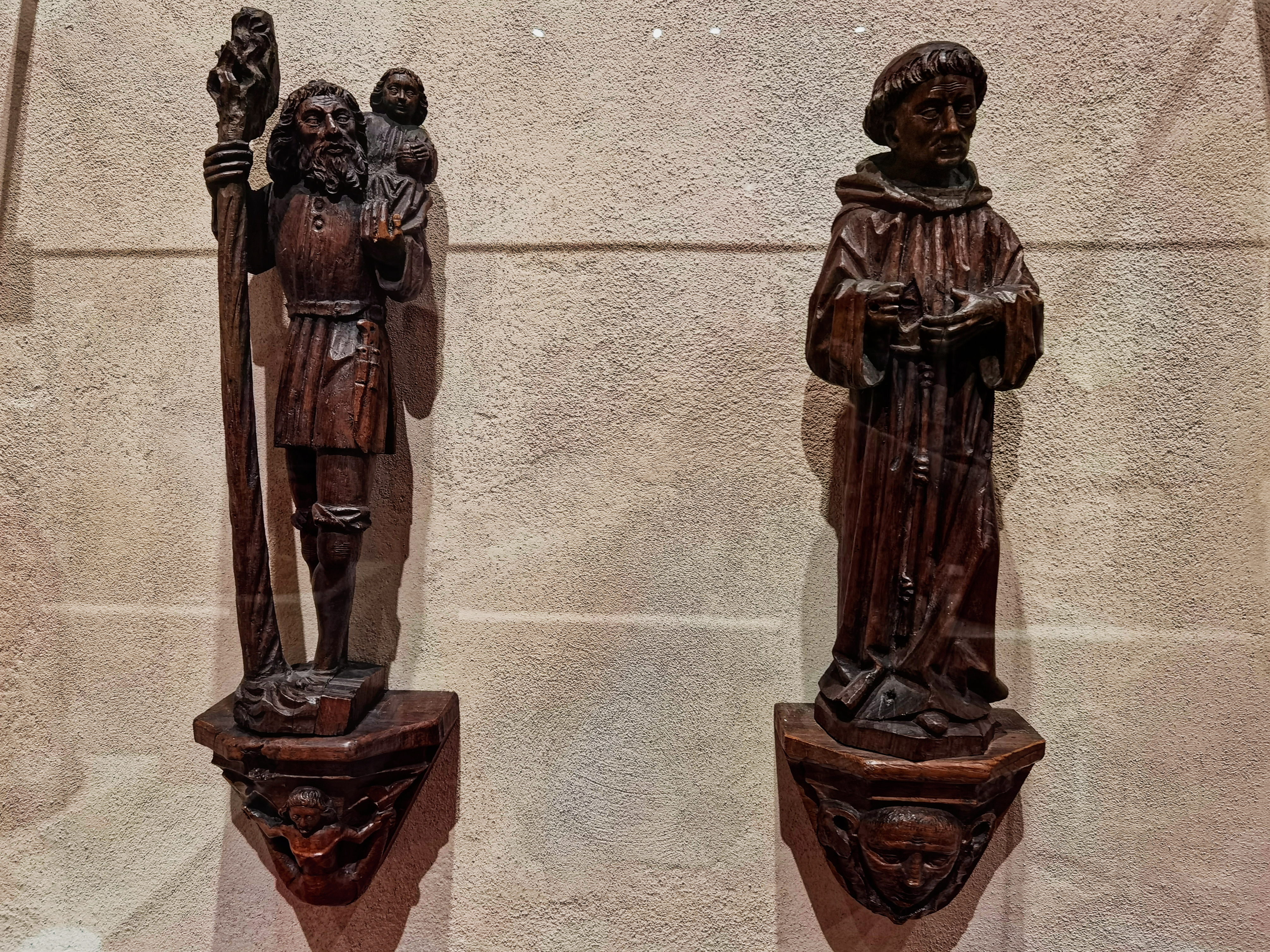
1493
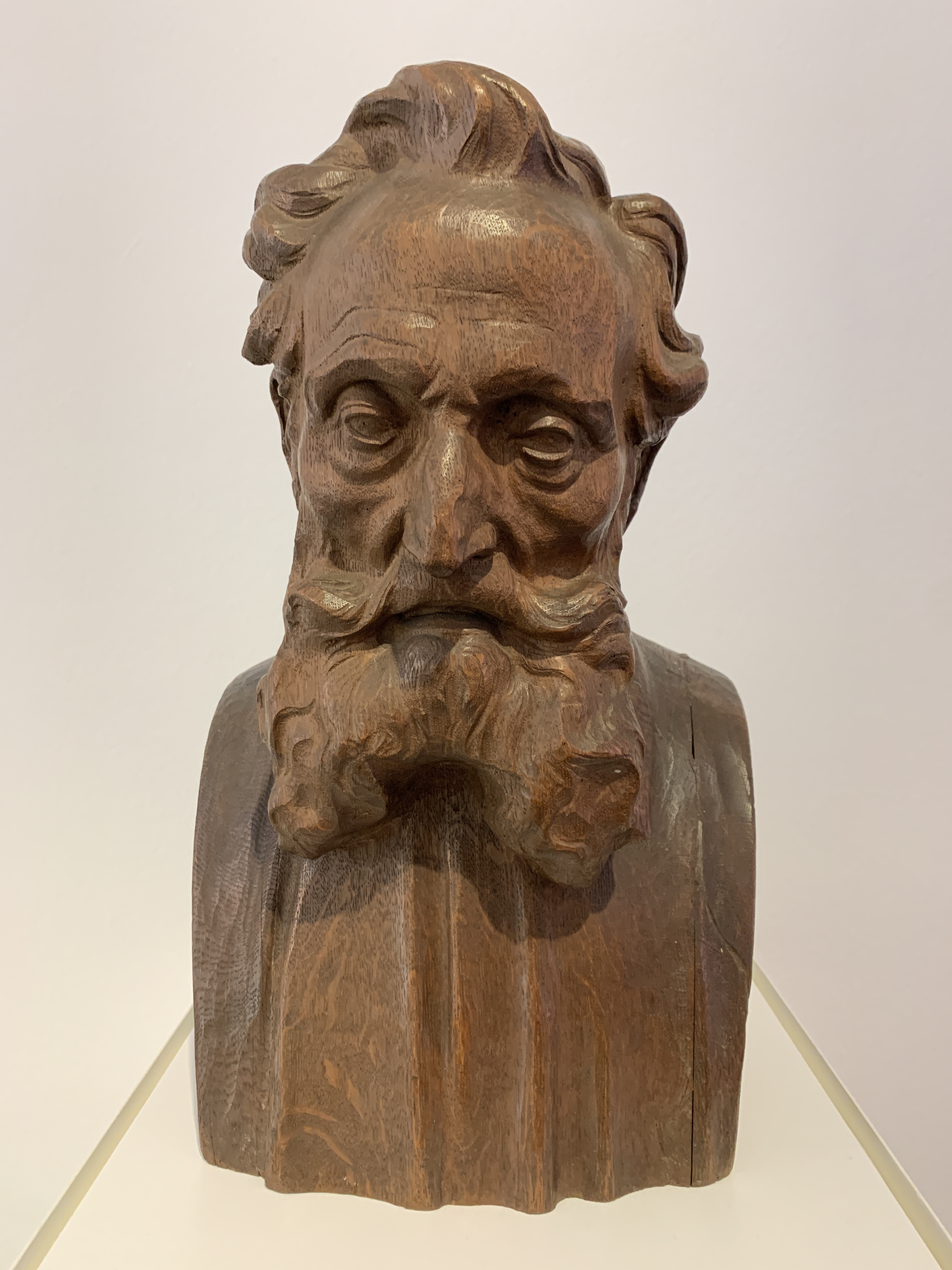
Circa 1920
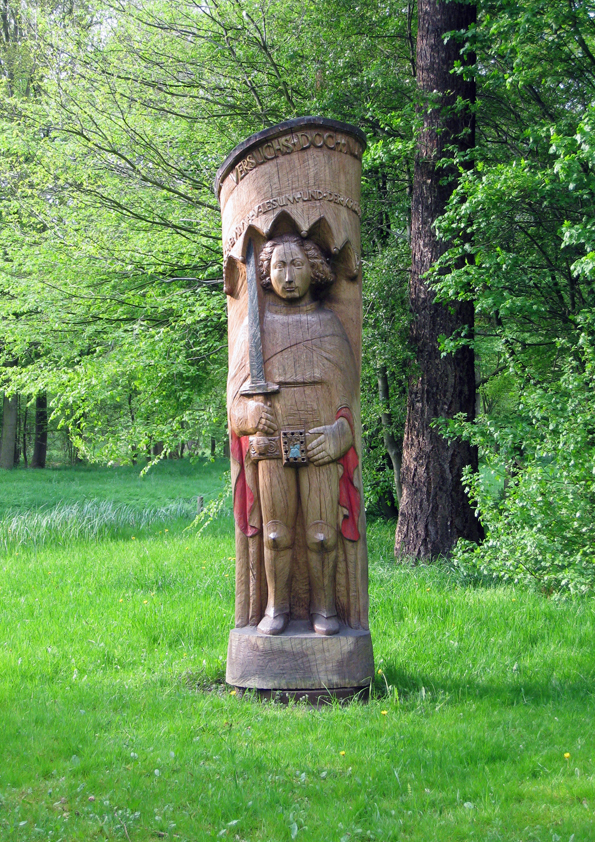
2004
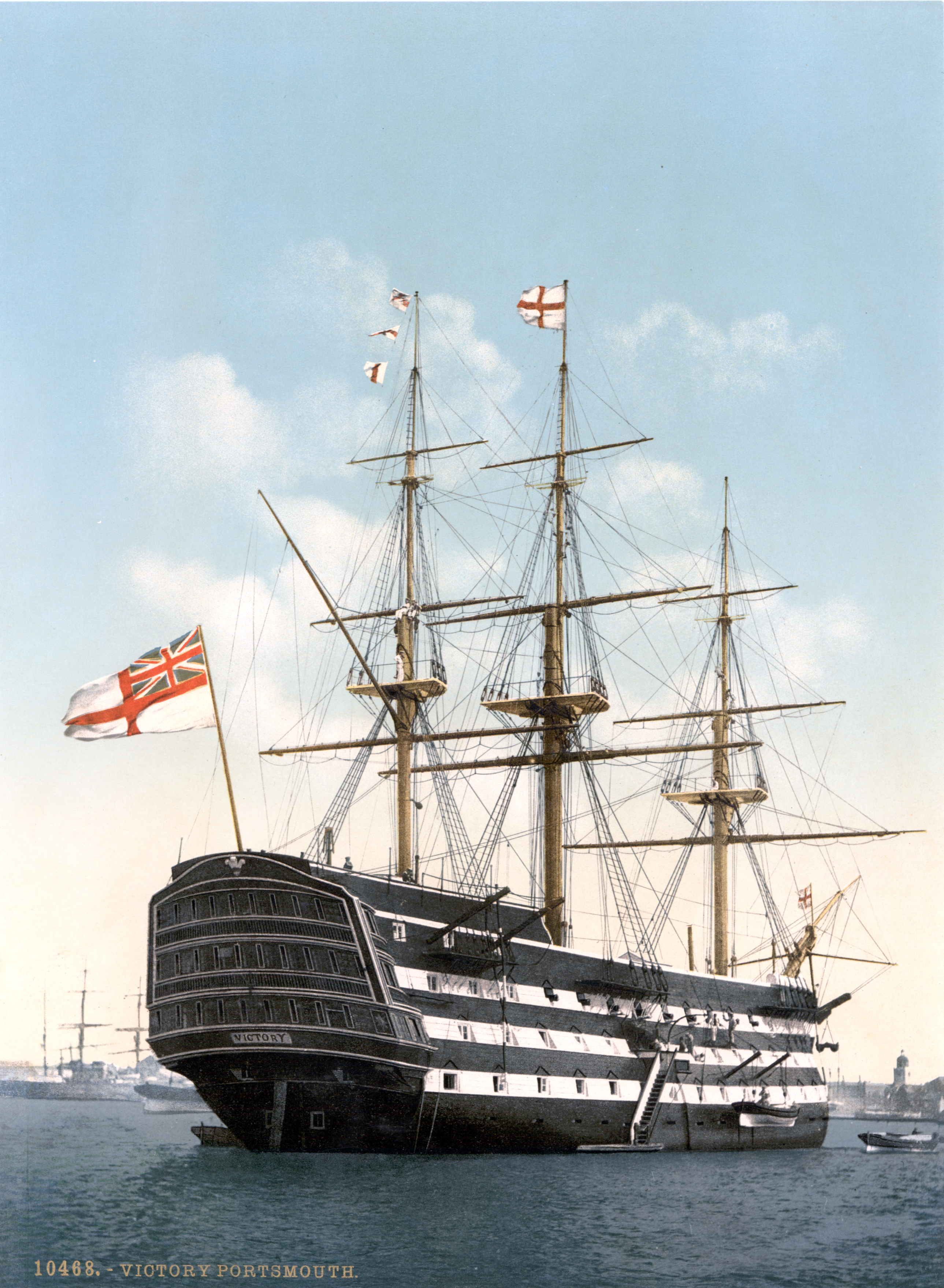
HMS Victory
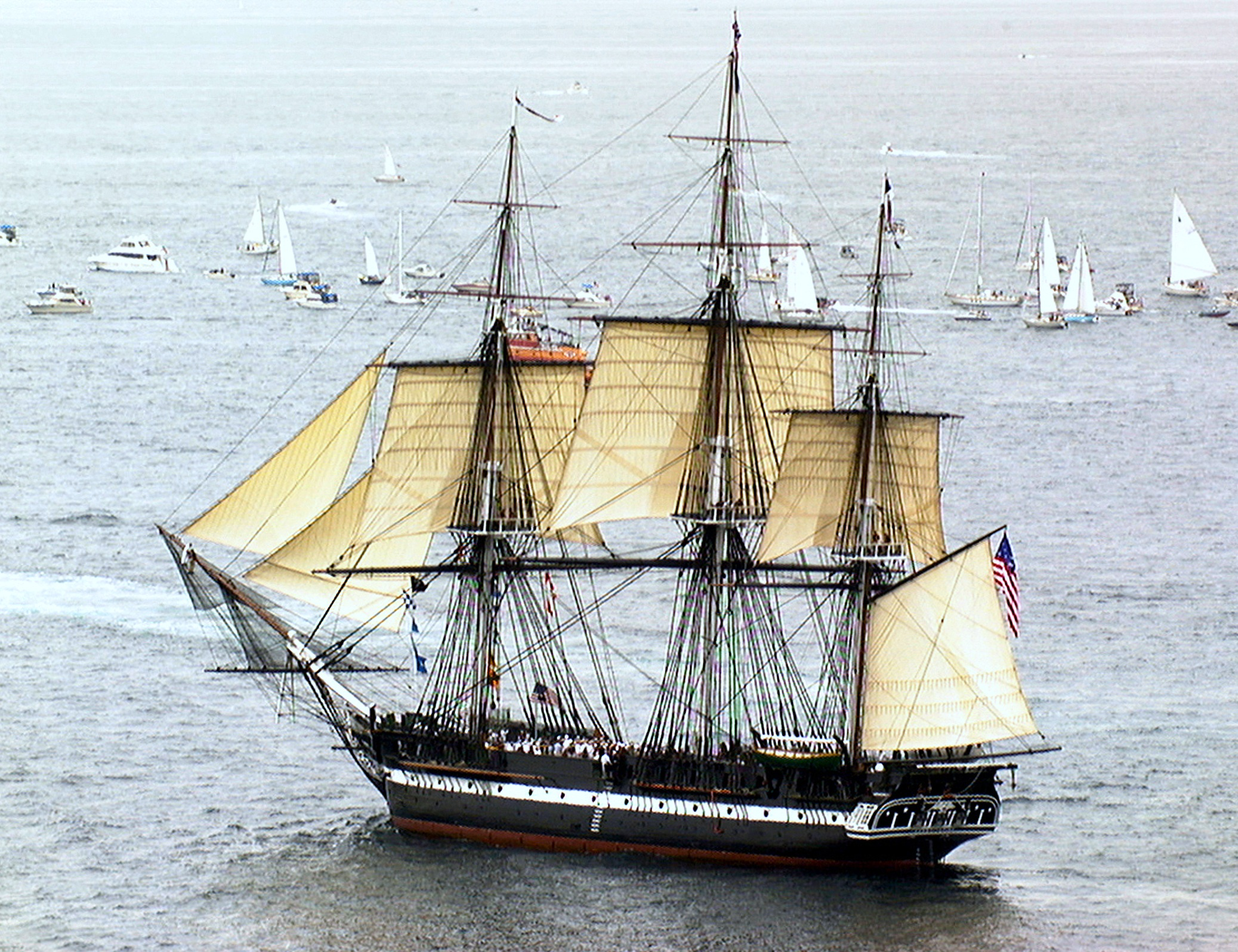
USS Constitution
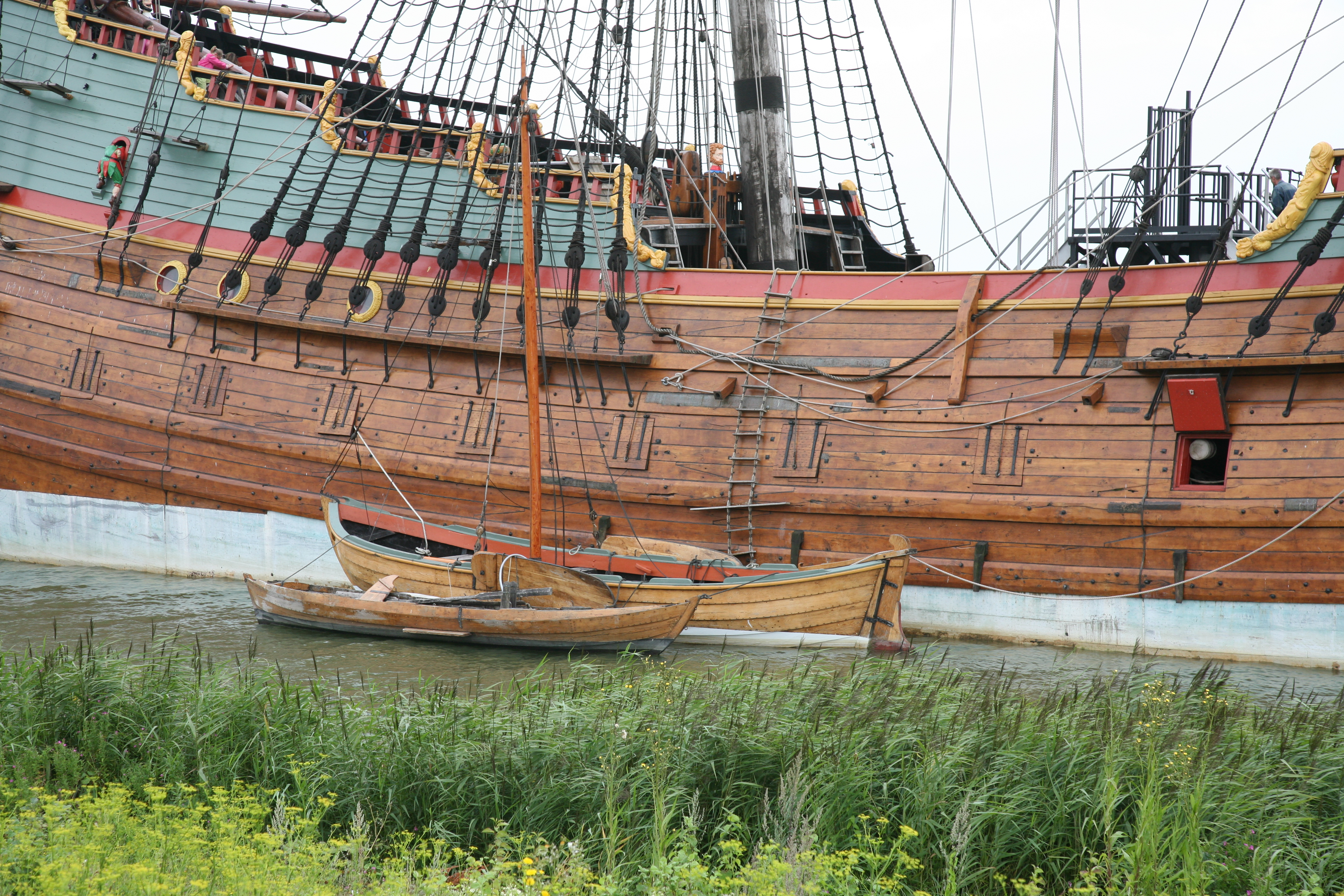
Batavia, replica
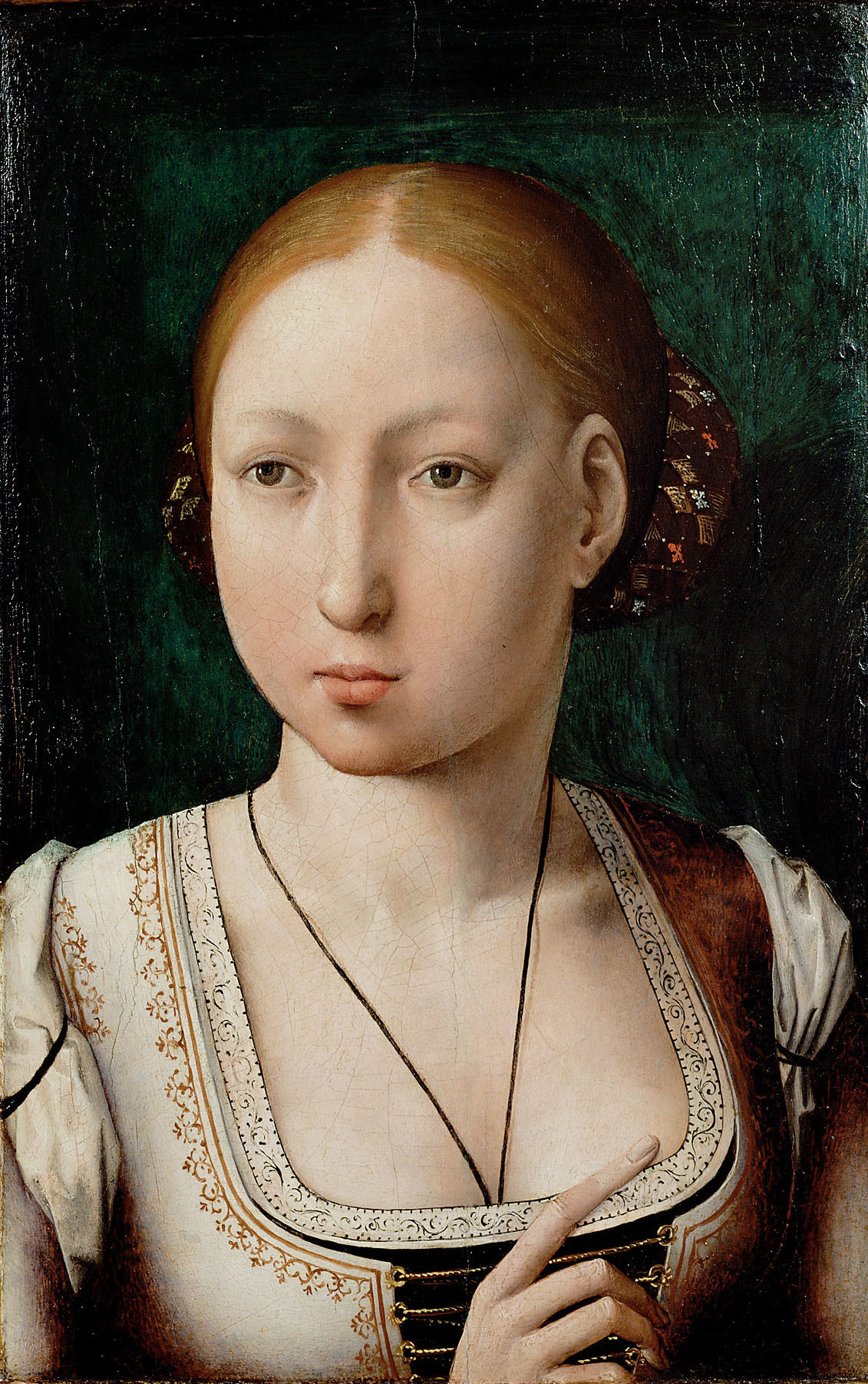
Op eiken paneel, circa 1500
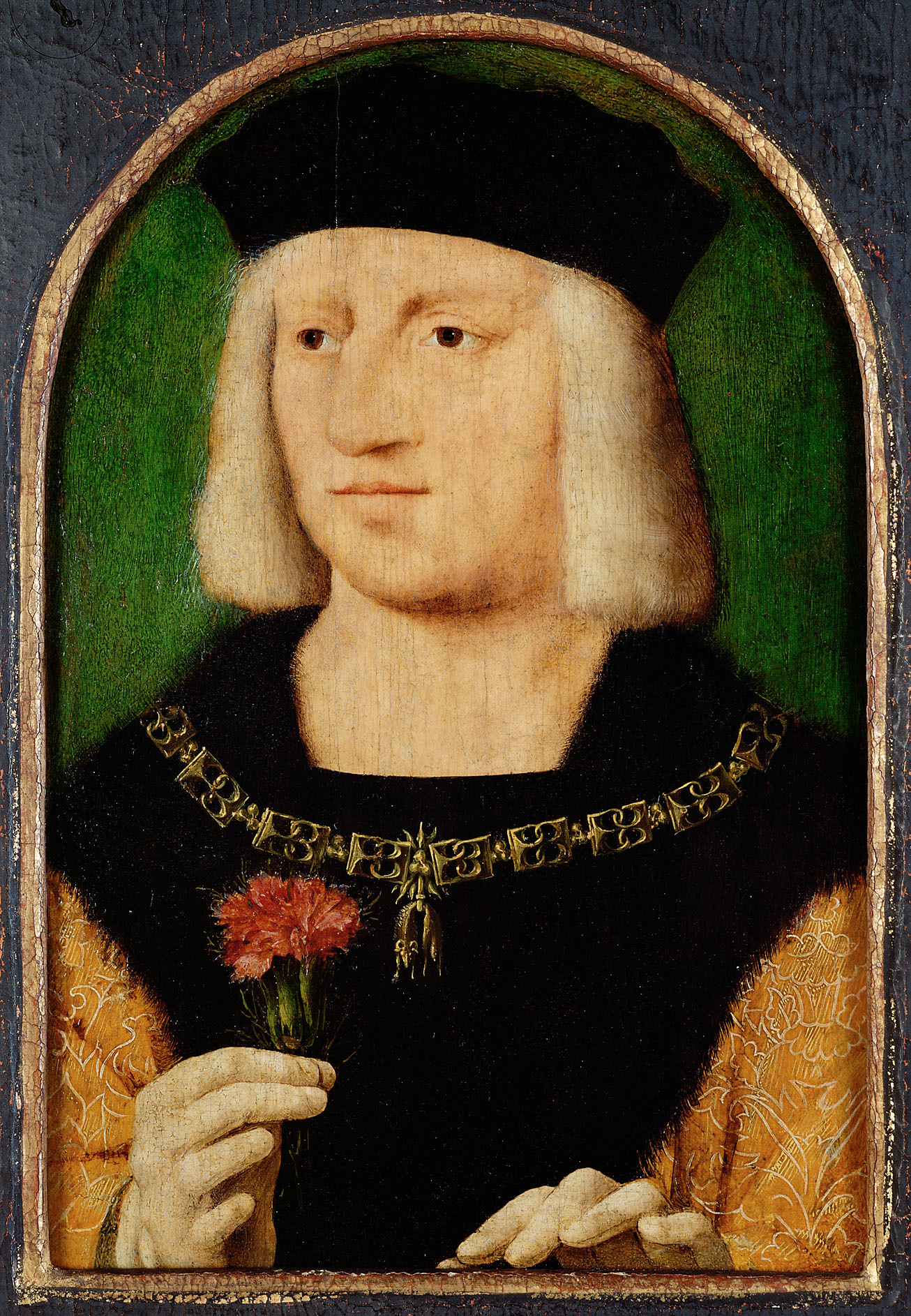
Op eiken paneel, circa 1508-1509
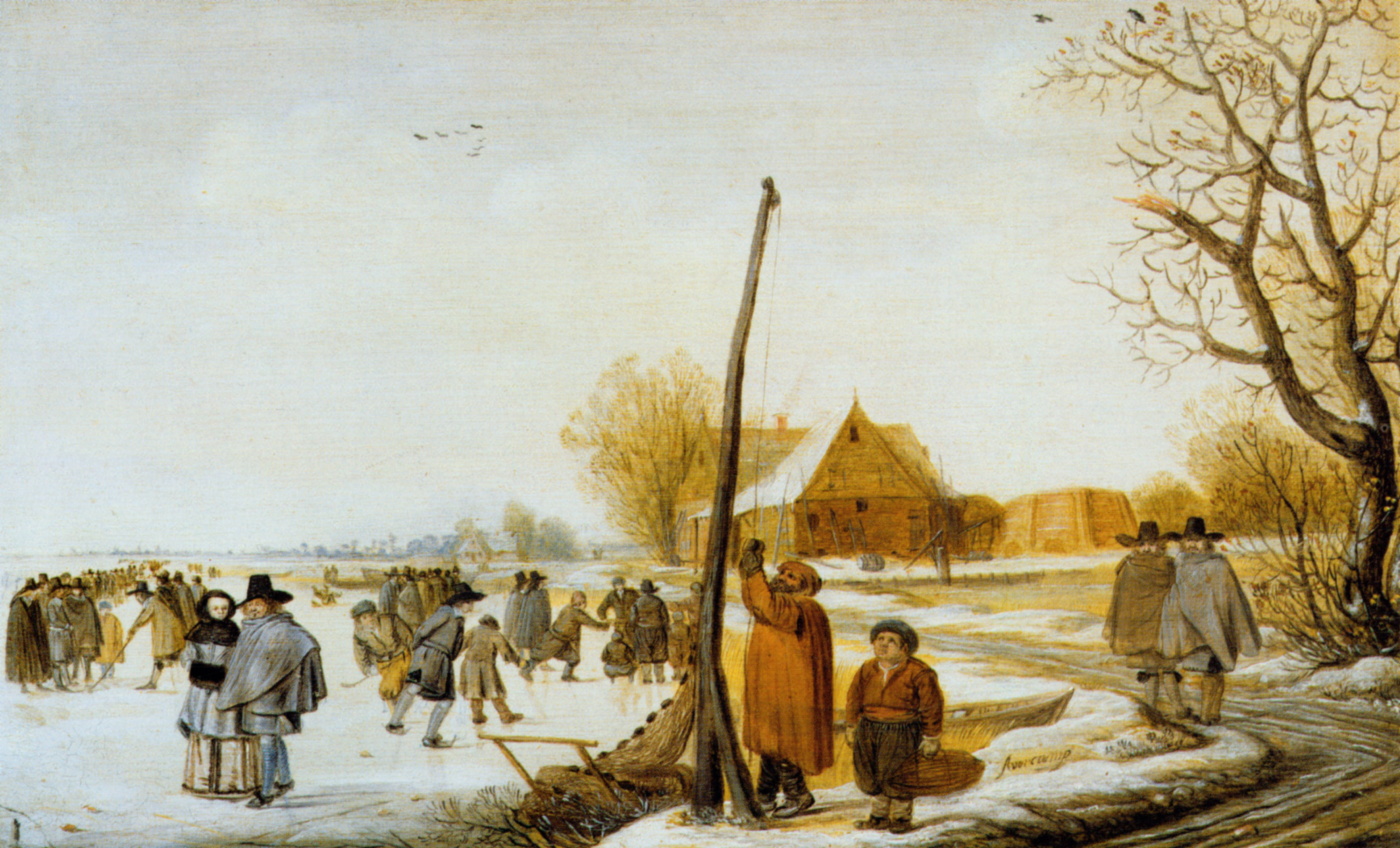
Op eiken paneel, circa 1650-1655
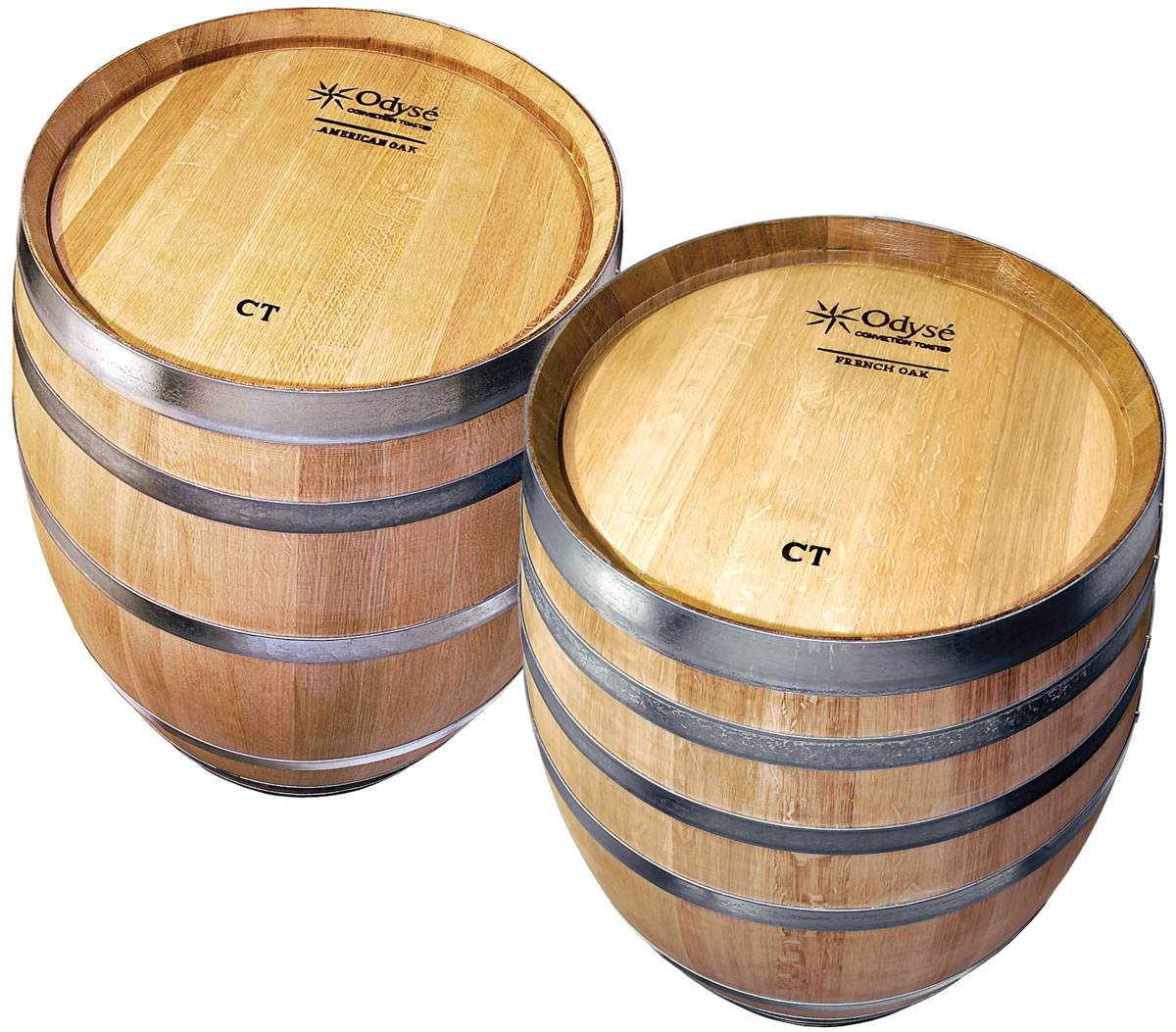
Hedendaags, vaten
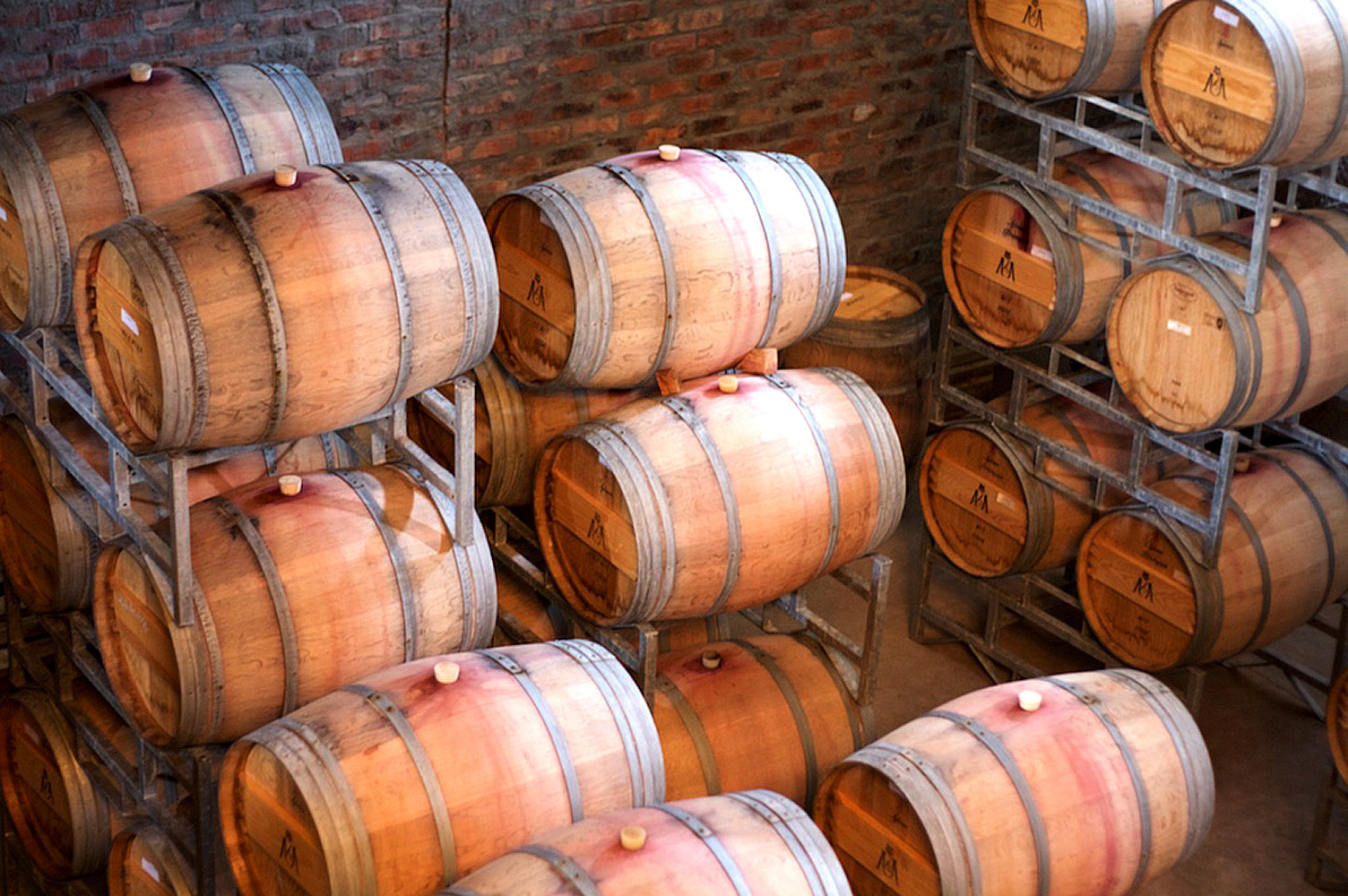
Idem
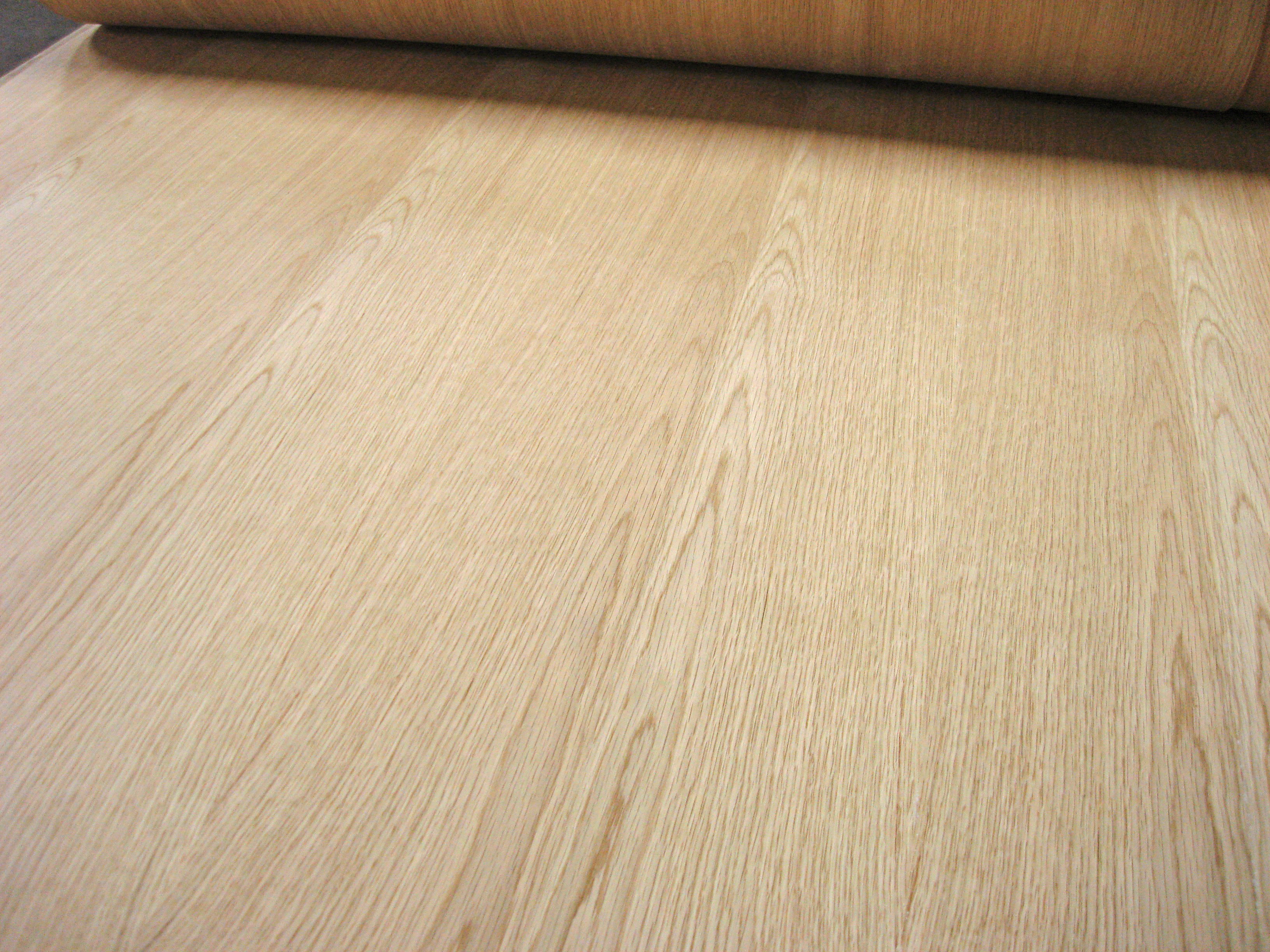
Hedendaags, vloer
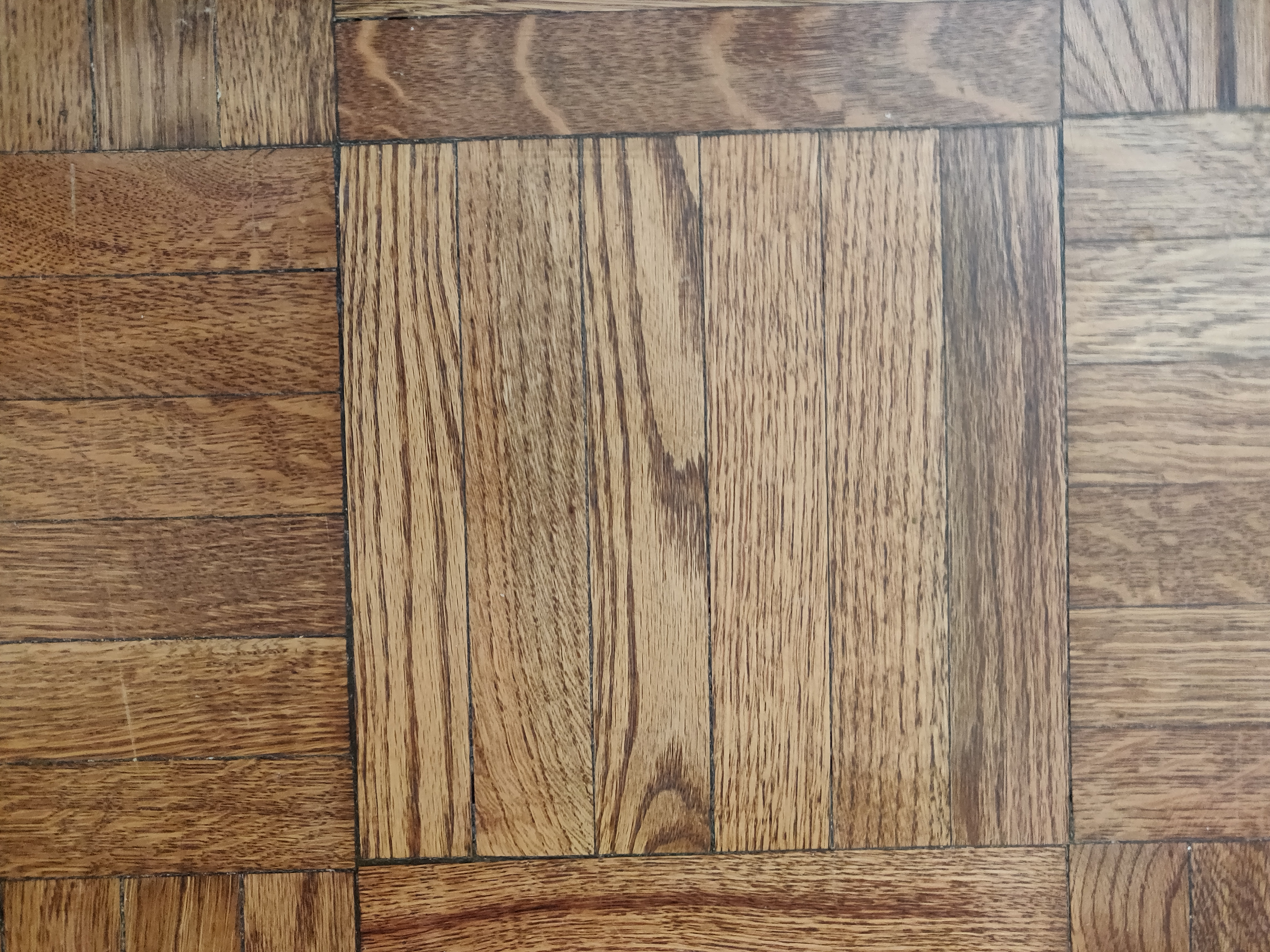
Hedendaags, parket
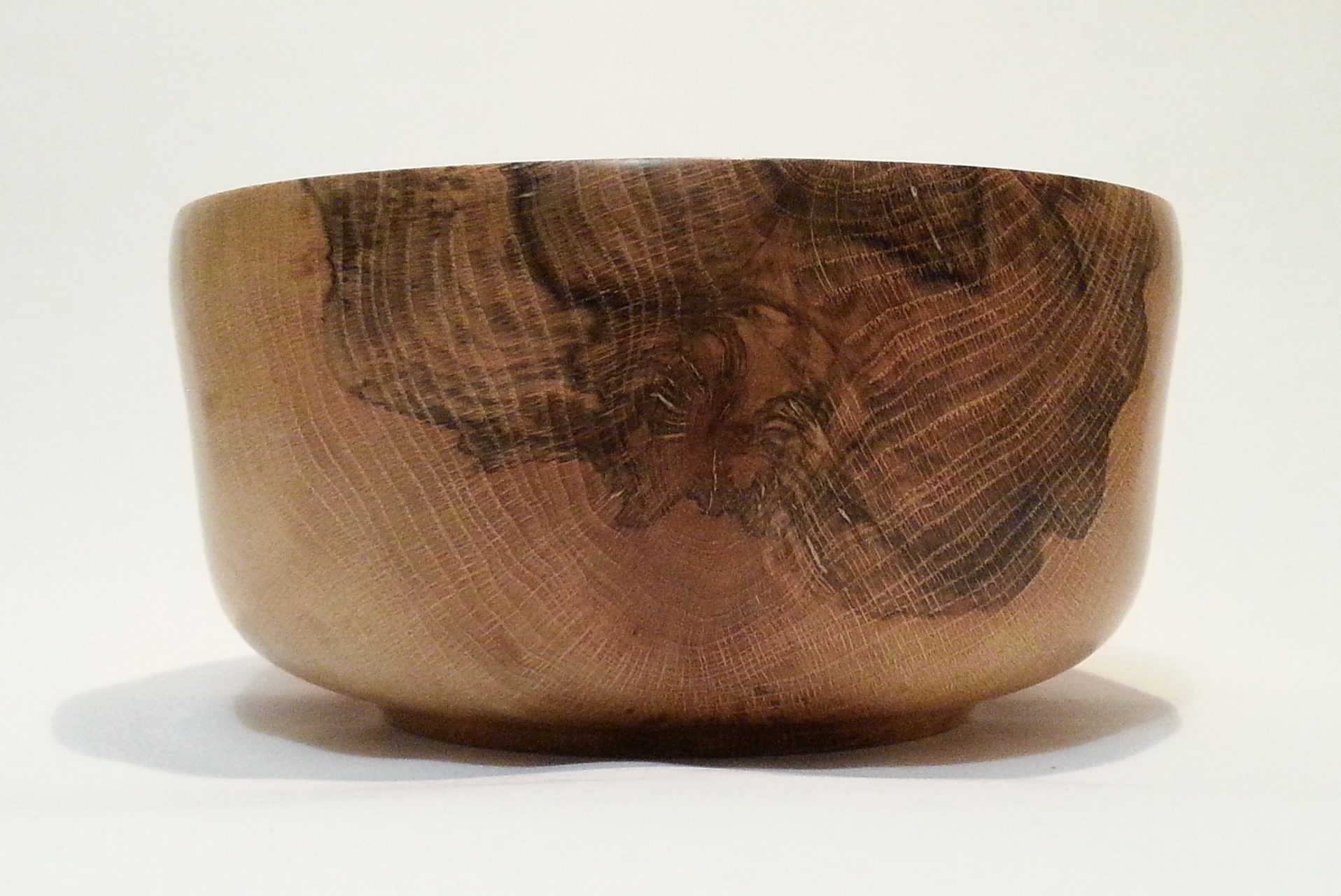
Hedendaags
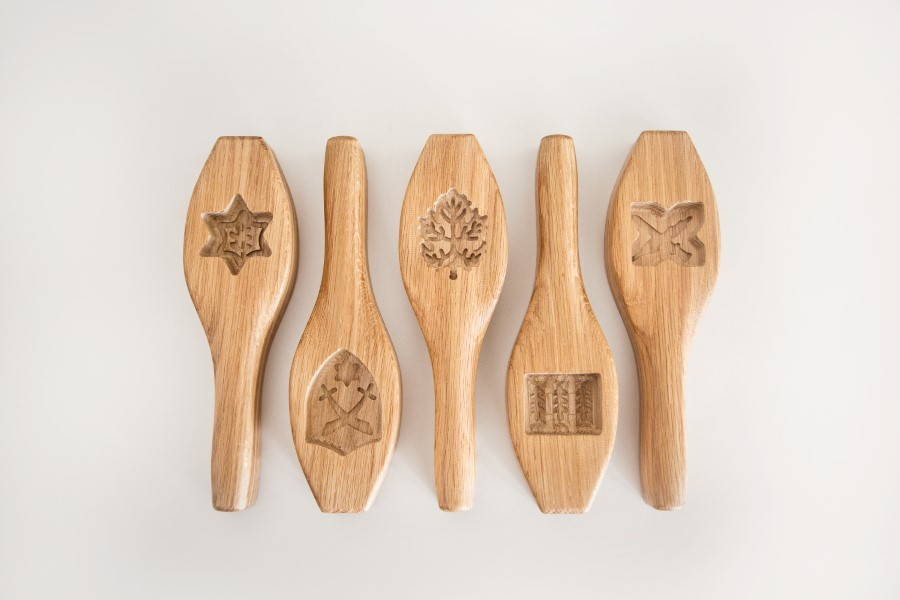
Hedendaags